# 相鉄20000系電車
相鉄20000系電車（そうてつ20000けいでんしゃ）は、2018年（平成30年）2月11日に営業運転を開始した相模鉄道（相鉄）の通勤型電車。本項では、本系列の8両編成版である相鉄21000系電車についても記述する（#21000系を参照）。
また、本項では個別の編成の表記について、同社での公式文書等で用いられるものに基づき「横浜方先頭の車両番号×編成両数」（例：20101×10）とする。

## 概要
相鉄が取り組んでいる都心直通プロジェクト・神奈川東部方面線事業の「相鉄・JR直通線」（相鉄新横浜線西谷駅 - 羽沢横浜国大駅間）および「相鉄・東急直通線」（相鉄新横浜線羽沢横浜国大駅 - 東急新横浜線日吉駅間）の開業時期と開業前準備を勘案した結果、「相鉄・東急直通線」用車両の導入を先行させることとなり、2016年（平成28年）3月に次期新形車両の検討段階のイメージが公開された際に形式名を20000系としていた。さらに同社の2017年（平成29年）度の設備投資計画において同年度に新型車両1編成を製作することが公表されたが、同年6月5日になって新型車両が本系列であることが正式に発表された。
車両の検討に当たっては、プロダクトデザイナーの鈴木啓太（株式会社PRODUCT DESIGN CENTER）に車両デザインを依頼しており、車両メーカーのデザイン部門と設計製造部門とともに協調して進めていくこととした。外装と内装について通常の設計検討と平行してデザイン検討会議でも検討を進め、最終的に複数の候補案の中からデザインブランドアッププロジェクトの全体調整を経て成案としている。

本系列は前述の神奈川東部方面線・東急直通線用、および7000系電車の置き換え用として導入されている。相鉄グループが2015年（平成27年）から進めている「相鉄デザインブランドアッププロジェクト」に基づく、9000系リニューアル車に続く初めての新造車両で、相鉄としては9000系電車以来となる自社オリジナル車両である。また、製造時から「YOKOHAMA NAVYBLUE」の塗装が採用された初の車両である。製造は相鉄HDが5000系以来伝統的に取引してきた日立製作所に発注され、山口県下松市の笠戸事業所から納車された。
第1編成は2017年（平成29年）度に導入され、相鉄の車両では2016年の「9000系リニューアル車両」に続き2例目となるグッドデザイン賞（2018年度）を受賞した。さらに、2019年（令和元年）には相鉄の車両では初めて鉄道友の会のローレル賞（第59回）を受賞している。

## 21000系

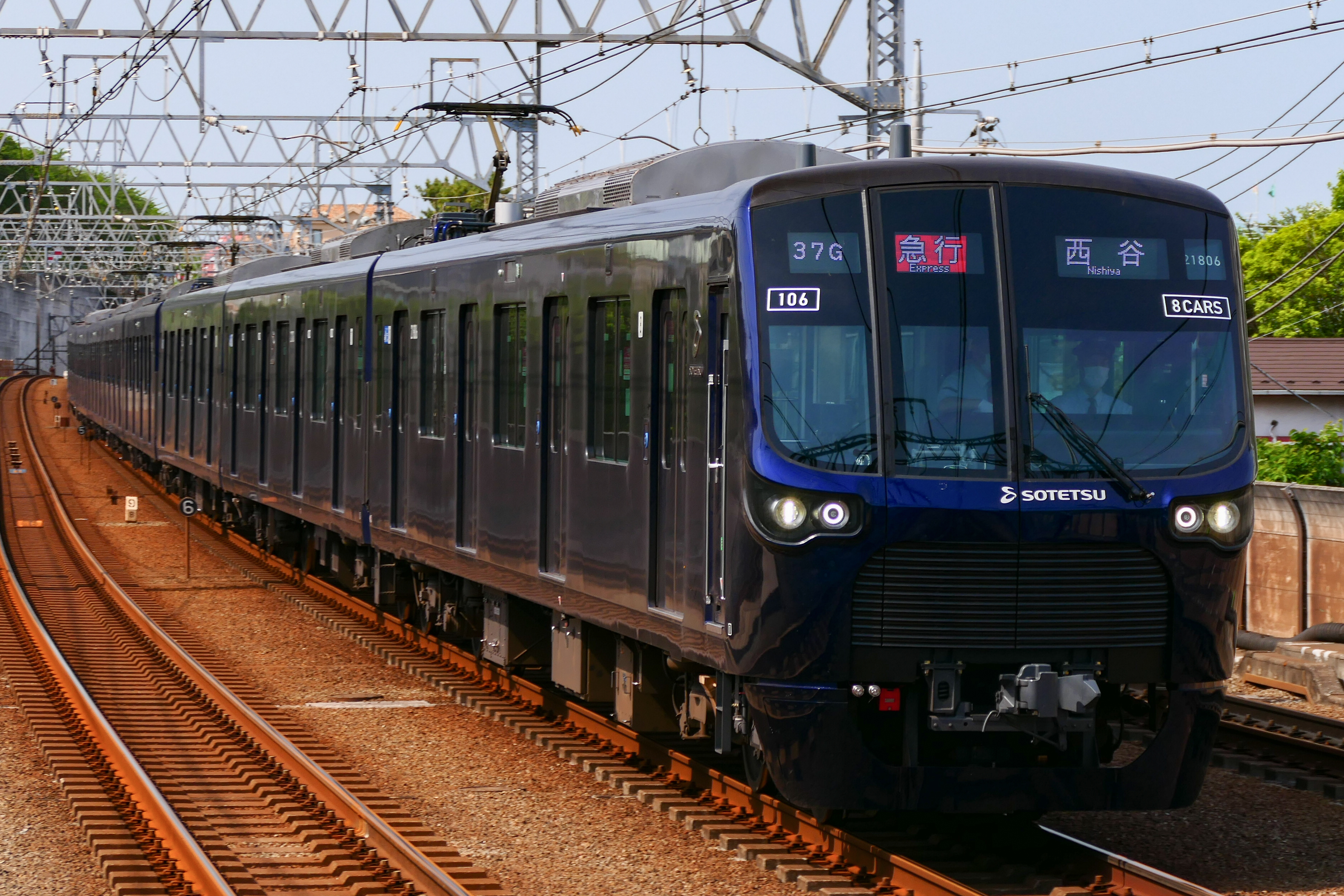
東急目黒線内を走行中の21000系（21106×8）

2021年（令和3年）度より8両編成の製造に移行し、東急目黒線直通用であるこれらは新形式である21000系に区分された。これについては20000系の8両編成として導入する計画から変更された経緯があり、外観や内装は20000系とほぼ共通している。導入時点での主な差異を以下に示す。
- 車椅子・ベビーカースペース配置の変更[20]
  - 目黒線車両に合わせ、2号車の同スペース位置が変更された。
- 車外解錠ハンドル（非常用ドアコック）配置の変更[19]
  - 1両4か所[注 5]のうち、半数が床下に配置された[注 6]。これにより乗務員扉付近のものがなくなった点が目立つ[19]。
  - なお、床下に設置した箇所ではドアコック位置を示す表示がドア上にも追加されている[19]。
- 運転台への列車無線用画面の設置
- 前面窓上部へのスモーク追加

## 車体
A-train規格に準拠したもので、アルミニウム合金押出形材を摩擦攪拌接合 (FSW) で接合したダブルスキン構造としており、車体衝突時に備えて、車端端部の接合部分の母材化とすみ部の形状を斜めにカットした形状にすることで、衝突時での車両同士の食い込みを防ぐとともに、互いに逃げあう力が掛かるようにしている。先頭車の前頭部は、貫通扉を設置した後退角を大きく取る形状として側面に滑らかに繋がっており、形状に応じて3D切削加工、プレス加工、たたき出し加工など様々な工法を選択することでこれを実現している。
車体長は20m級として一般的な19,500 mmを基本に、先頭車は470 mm延長して19,970 mmとしている。直通運転を予定している東急線は車両限界が若干狭いことから、東急東横線や東急目黒線、およびその先の各路線などへの直通運転に向けて、東急他3事業者と、2023年までに参加した自社とで制定した「相互直通運転における目黒線・南北線・三田線・埼玉高速鉄道線・相鉄線との直通車両申し合わせ事項」に準拠したものとなり、車体幅は従来の11000系では2,950 mmとしていたところ、本系列では東急目黒線など直通先の規格に合わせ2,770 mmとしている。異常時・災害時などへの対策として、手すり付き非常はしごを4号車と7号車の床下にそれぞれ取り付けている。
塗装については「YOKOHAMA NAVYBLUE」の一色塗りが採用され、塗装で特徴を持たせることにより、車両細部に完璧を求めなくても標準車両で効果が得やすいメリットがある。また、車両番号の書体やステッカーの貼り位置など細部にも様々な検討を行っている。車外表示器にはフルカラー式のLEDを採用しており、前面は運行番号、種別、行先別とに分けた構成としている。
標識灯類は、運用中に交換の必要がないLED灯具を全面的に使用することで、大胆なデザインとしている。また、横浜らしいエレガントさを出すために前面に装飾的な要素も取り入れている。前面の装飾はアートディレクターの水野学が幼少期に親しんだ寝台特急（ブルートレイン）の機関車のグリルから着想を得たもので、現代的なアレンジを施してこれを再生している。

## 車内設備
相鉄デザインブランドアッププロジェクトに基づいたデザインとした。車内は灰色を基調に、床や妻面はダークグレーとしてアクセントを持たせている。また荷棚や袖仕切りに無塗装の金属やガラスを多用したほか、天井の中央部を高くすることで開放感を高めている。
9000系リニューアル車と共通する部分もあるが、本系列は新造車のため、より全面的にプロジェクトのコンセプトが適用されている。
天井の照明は、9000系リニューアル車と同様に調光・調色機能を備えたLED照明を採用しており、天井と一体化している。季節・時間帯ごとに自動で変化し、昼間は昼光色や昼白色、夜間は電球色（暖色系）となる。ラインデリアは横方向に取り付けることで天井高さを最大限確保した。
つり革は9000系のリニューアル車でも採用された自社開発の楕円形のものを採用。一般部は灰色2色、優先席部は黄色となっている。
座席は1人あたり460 mm幅のバケットシートとし、座り心地向上のためクッション性を高めた他、モケットの柄をランダムパターンとすることで汚れを目立たなくしている。一般部のモケットは灰色系、優先席部のモケットは赤色系となる。また7人掛け座席では2+3+2に区切る形でスタンションポールが設けられている。
座席端の袖仕切りは強化ガラスを採用し、荷棚まで届く形状とすることで、ドア付近の立ち客と着席客との接触を緩和した。荷棚もガラス製となっている。
優先席は各車両車端部の3人掛け座席に設けられている。20101×10では全ての車端部座席が優先席とされた。車内がグレートーンのため視認性が上がったことを勘案して一般部との視覚的な区分は座席モケットとつり革などの色変更に留めており、またつり革や荷棚の高さも一般部と変わらない。車椅子・ベビーカースペース（フリースペース）は全車両に1か所設置されている。
また、中間車の車端部では一部にユニバーサルデザインシート（UDシート）を設けている。座席の高さを上げ、座面を小さくすることで立ち座りを容易にしたもので、各座席間には仕切り状の黄色い手すりも設けられている。20101×10では座席下に荷物を収納することを前提にその部分が床面から一段高くされ、上部の荷棚も省略されていた。
JR車ベースの10000系・11000系では側窓のブラインド・車内の鏡が省略されていたが、本系列では復活した。鏡は各車1枚、先頭車は乗務員室の仕切り壁に、中間車は海側壁面（戸袋部）に設置されている。社員の声にこたえたもので、今回は新しい形としてステンレス磨き板が使用されている。側窓は車端部を除き下降式（手動開閉）で、紫外線・赤外線カットの緑色ガラスとなる。
側引戸には、相鉄で初めて車内外に個別操作スイッチを設置し半自動機能を持たせた。従来の3/4閉機能に代わるもので、冷暖房使用時に車内温度を保持するためである。戸閉装置は電気式（Rack☆Star）で、戸挟み安全機能を設けている。扉窓は結露防止のため複層ガラスとした。また視認性の向上を目的として、扉付近の床面を黄色で着色した他、扉上部には扉開閉チャイムとドアランプが設置されている。
妻引戸（連結面貫通扉）は9000系リニューアル車に続き大部分がガラス製となっており、ガラスの中央部には横方向に縞模様が入っている。また取手にはアシストレバーが採用されたことが特筆される。この他、11000系では向かい合う連結面で扉の開く方向が異なっていたものの、本系列では編成内で統一された。
車内案内表示器「Sotetsu Infovision System (SIS)」は大型の21.5インチワイドLCDを採用した。20101×10では鴨居部（側引戸）は案内表示用の1枚のみとされ、広告用画面が天井部に配置されたことが特筆される（20102×10以降では後述の通り鴨居部に各2枚の配置に変更）。また運行情報の受信経路には新たにWiMAX方式を採用しており、横浜方先頭車の運番表示器下に車上アンテナが設置されている。
この他、相鉄では初採用となる空気清浄機（#主要機器も参照）やWi-Fi接続サービス機器も搭載されている。

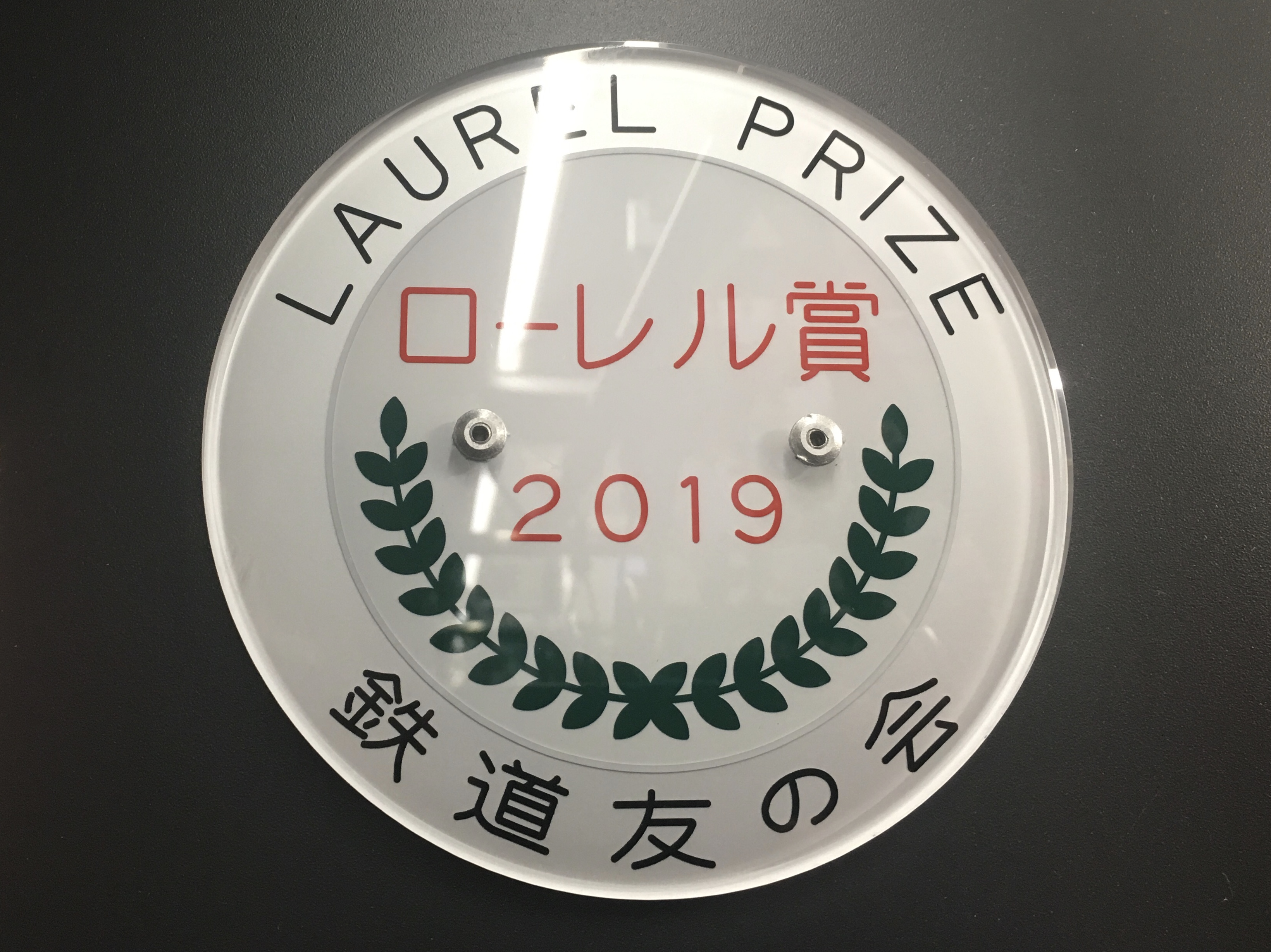
ローレル賞受賞記念プレート（20101Fのみ設置）

第1編成（20101×10）には、1・10号車の車端部にローレル賞の受賞記念プレート（計2枚）が設置されている。
製造時の差異
20102×10以降は12000系より後の製造となっており、同車に準じた仕様が取り入れられた。変更点は以下の通り。
- 車端部の設備配置
  - 3箇所のうち1箇所を一般席に変更（20101×10は全て優先席）
  - UDシートは山側に集約。
  - 1・2号車の車椅子・ベビーカースペース（フリースペース）の位置を変更。
- UDシートの仕様[27]
  - 上部に荷棚を設置し、床部の荷物置きを省略。これにあわせ座面も若干下げられている。
- 車内表示器の配置[27]
  - 天井部の画面が廃止され、側引戸の鴨居部に各2枚の配置となった（左側が広告表示用）。
- 鴨居部
  - カバーが大型化され、黒色から白色へ変更されたほか、半数は右端に防犯カメラが設置された[27]（千鳥配置）。
- 妻引戸の取手
  - 黒色から銀色へ変更された。

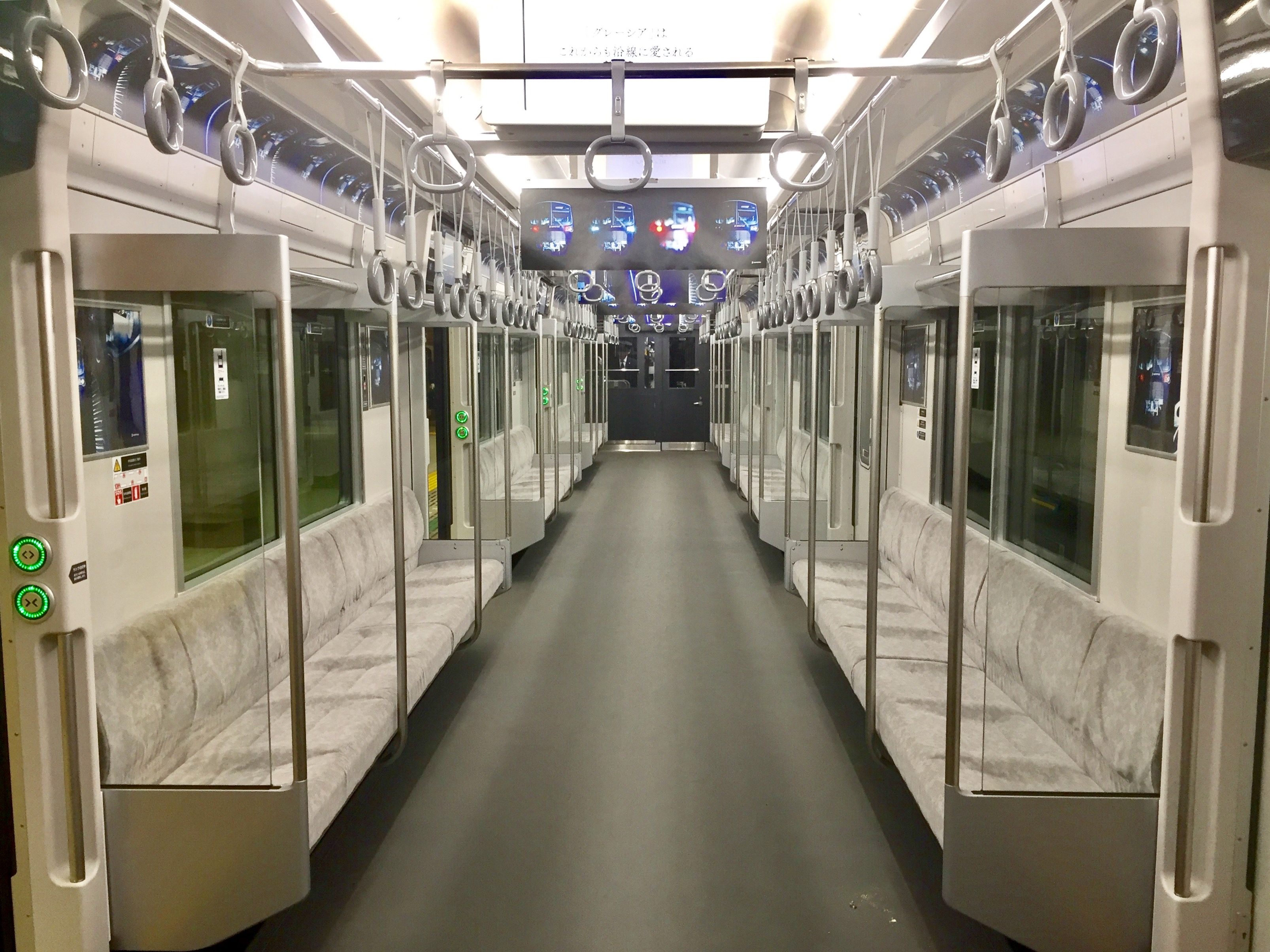
日中の車内の様子 （画像は20101×10）
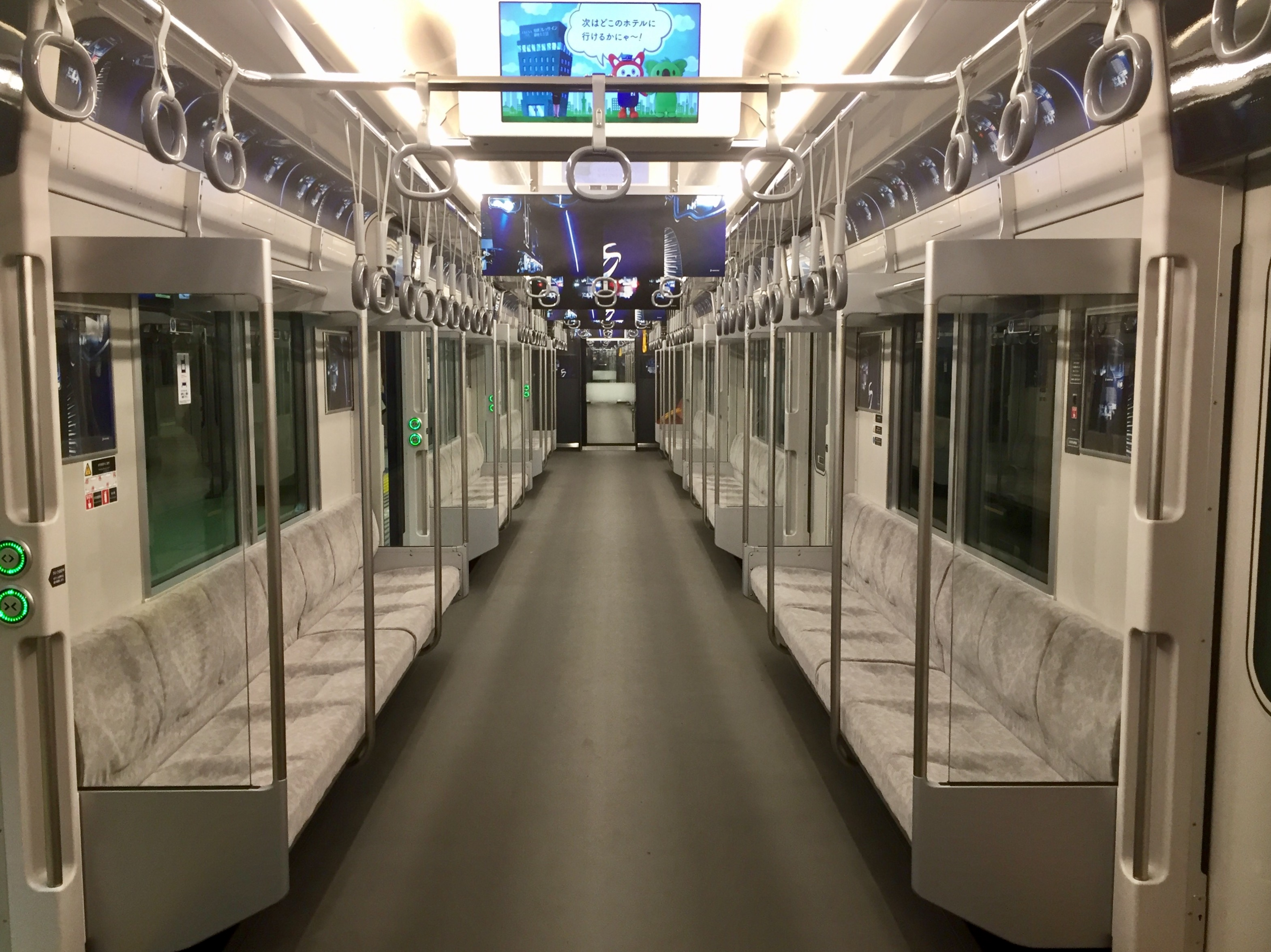
夜間の車内の様子 （画像は20101×10）
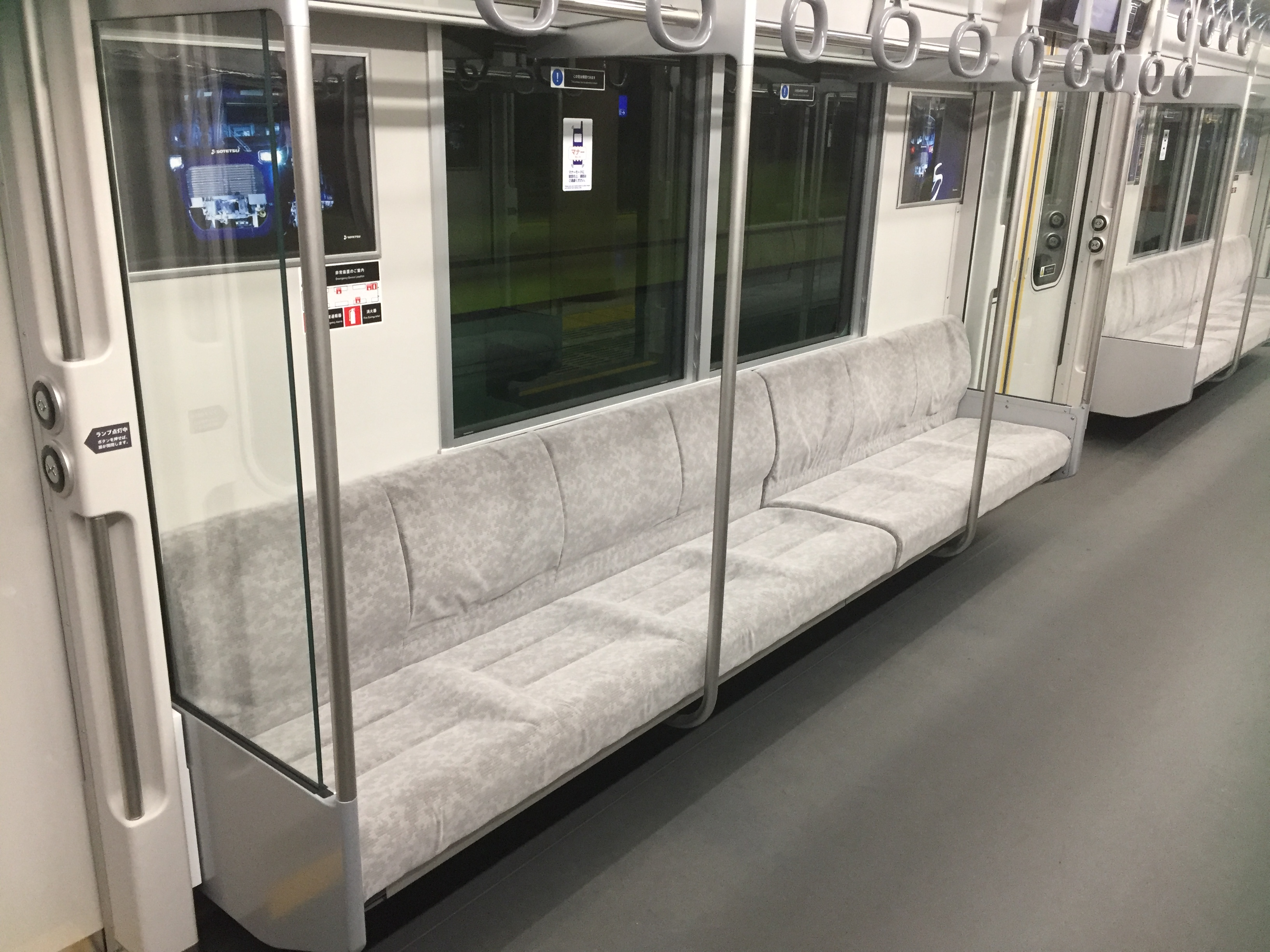
一般部の座席 （画像は20101×10）
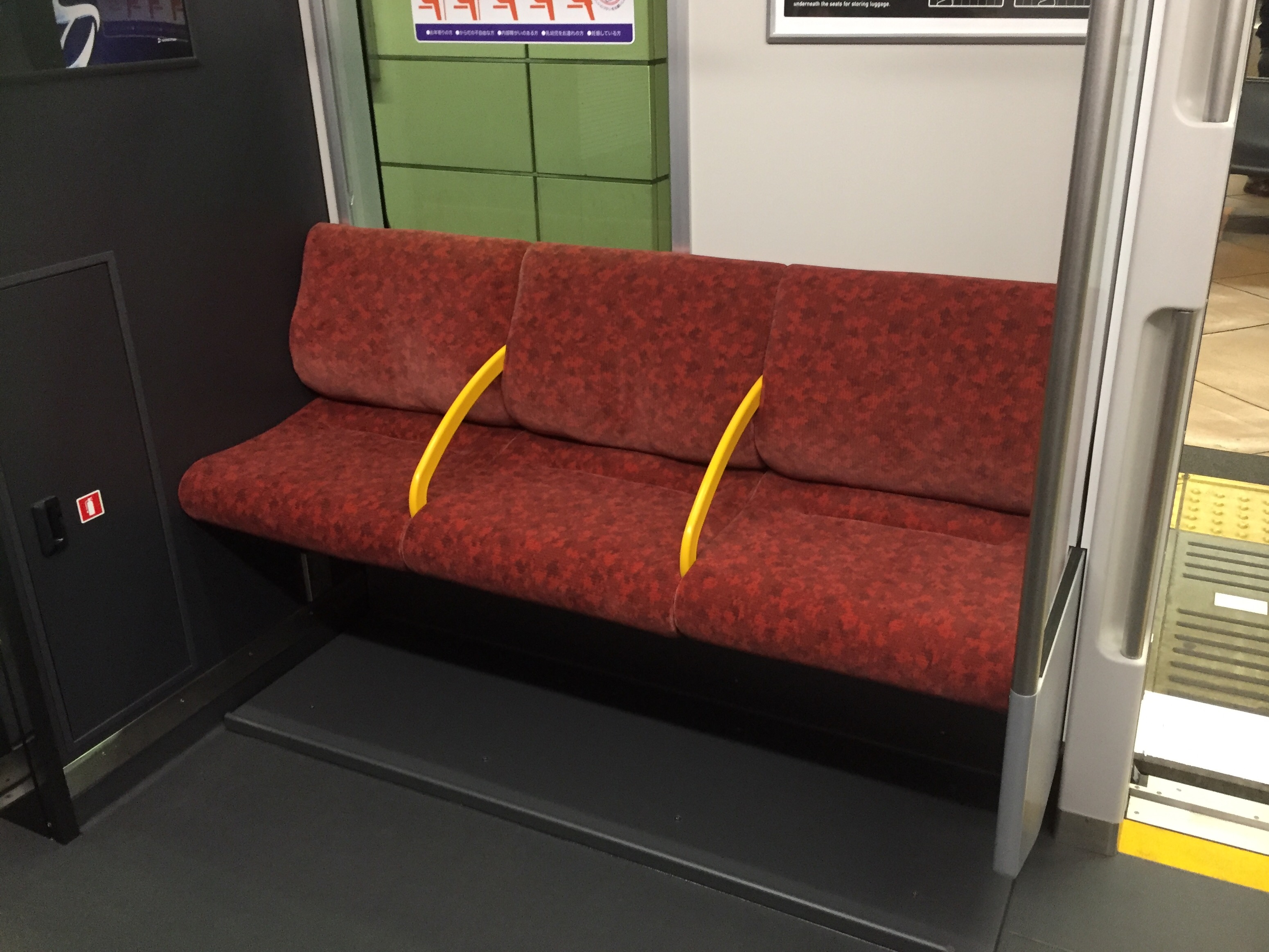
20101×10のUDシート
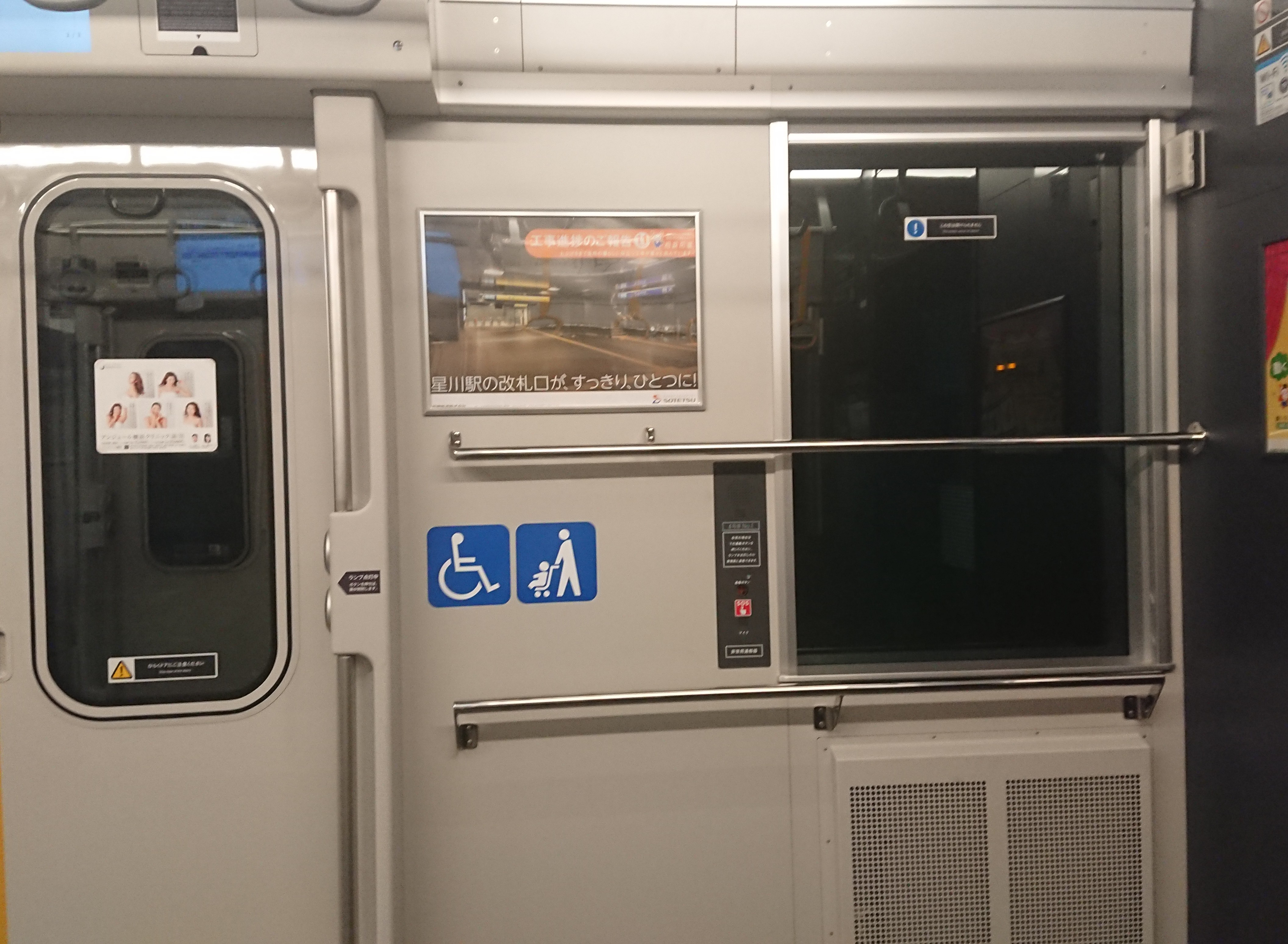
フリースペース （画像は20102×10）
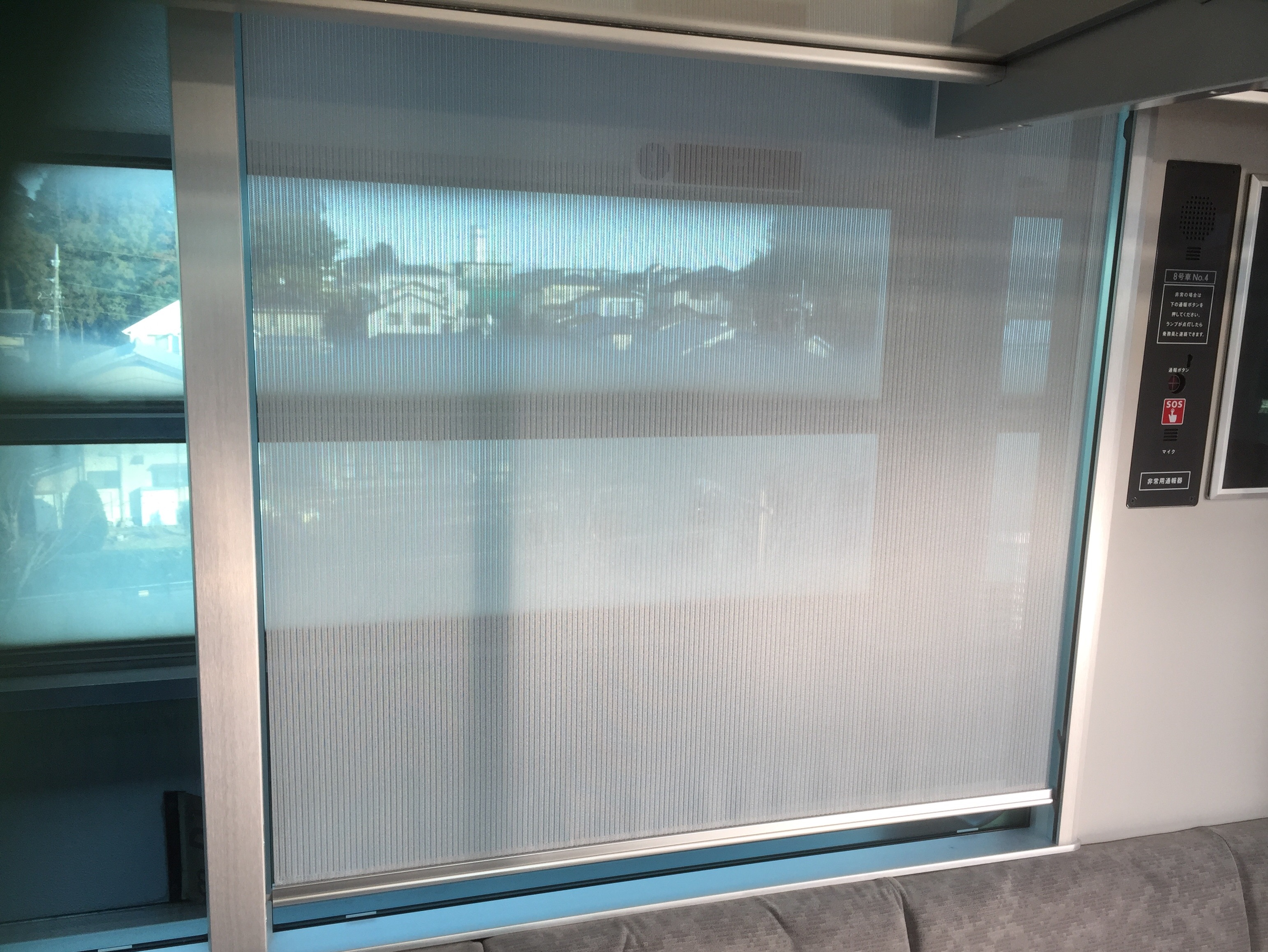
本系列で復活したブラインド
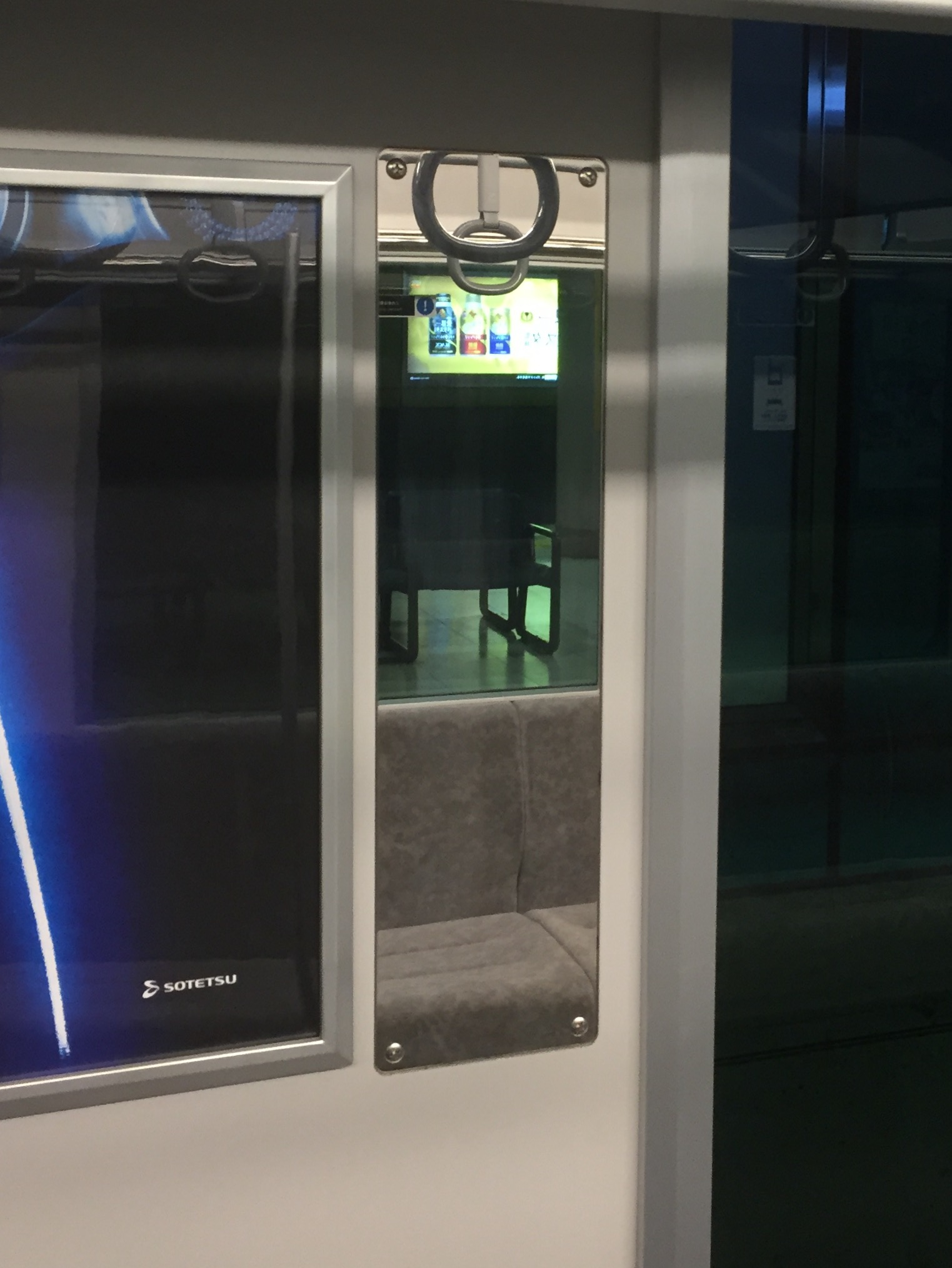
本系列で復活した車内鏡
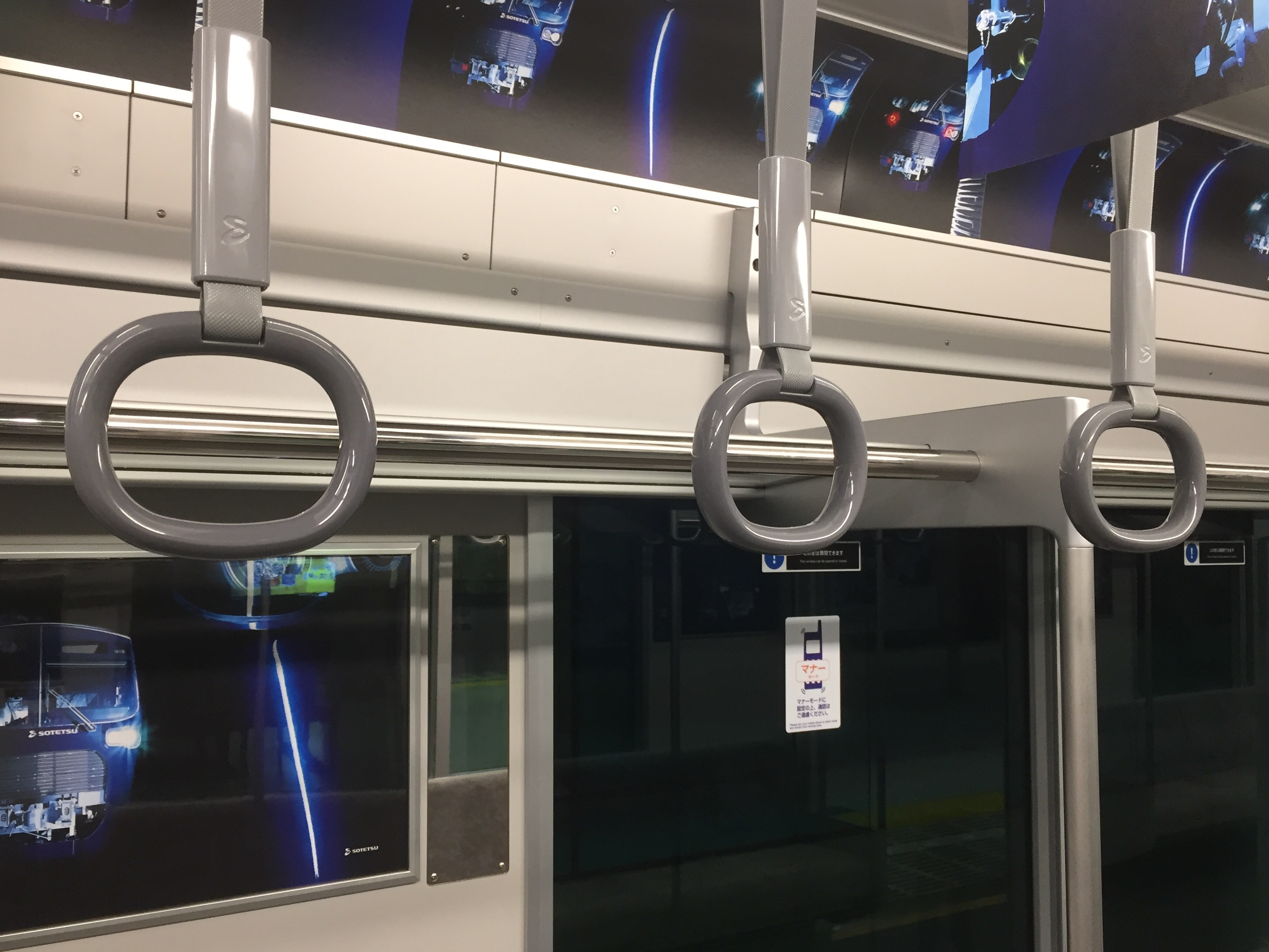
楕円形のつり革
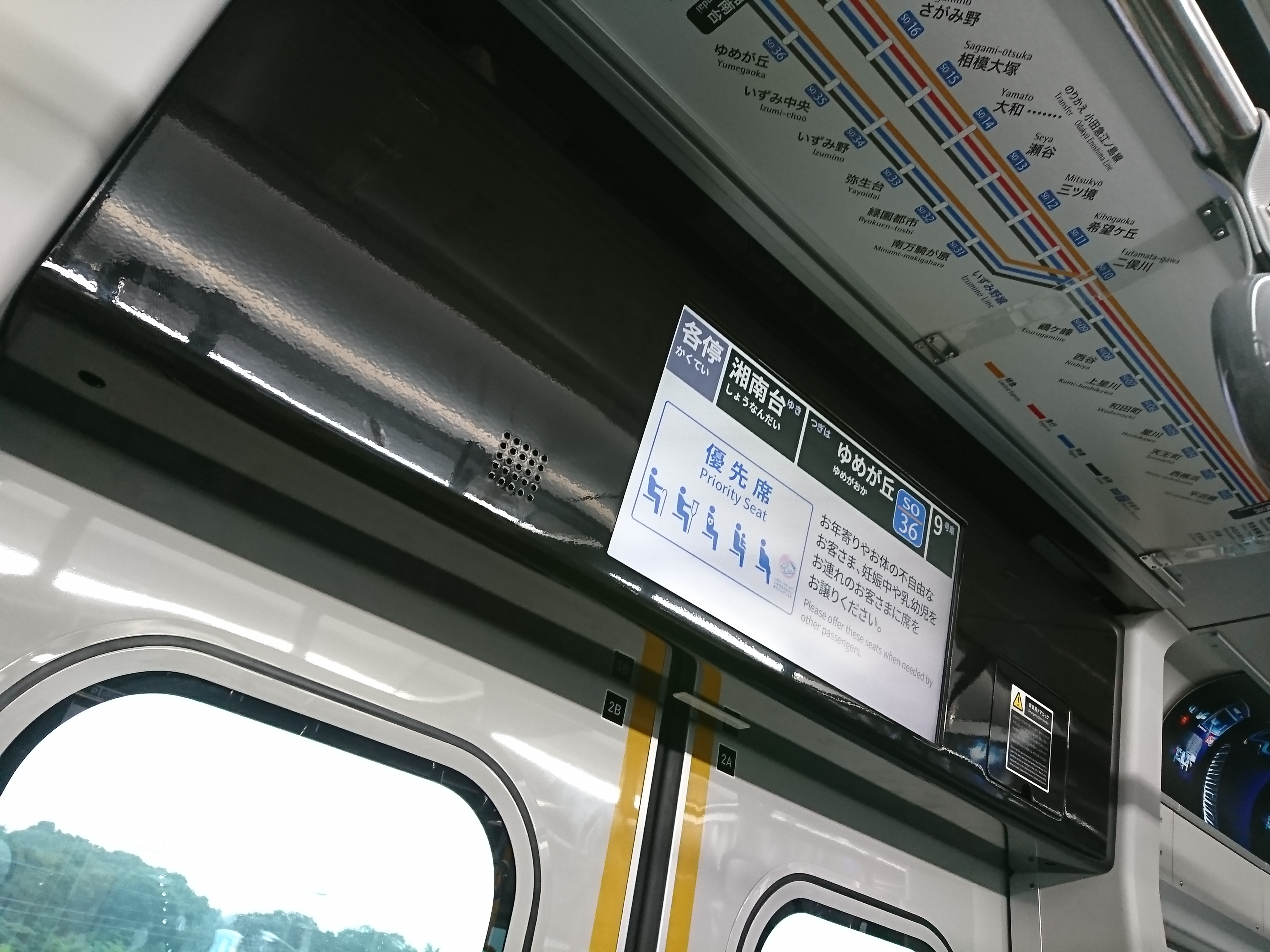
20101×10の鴨居部
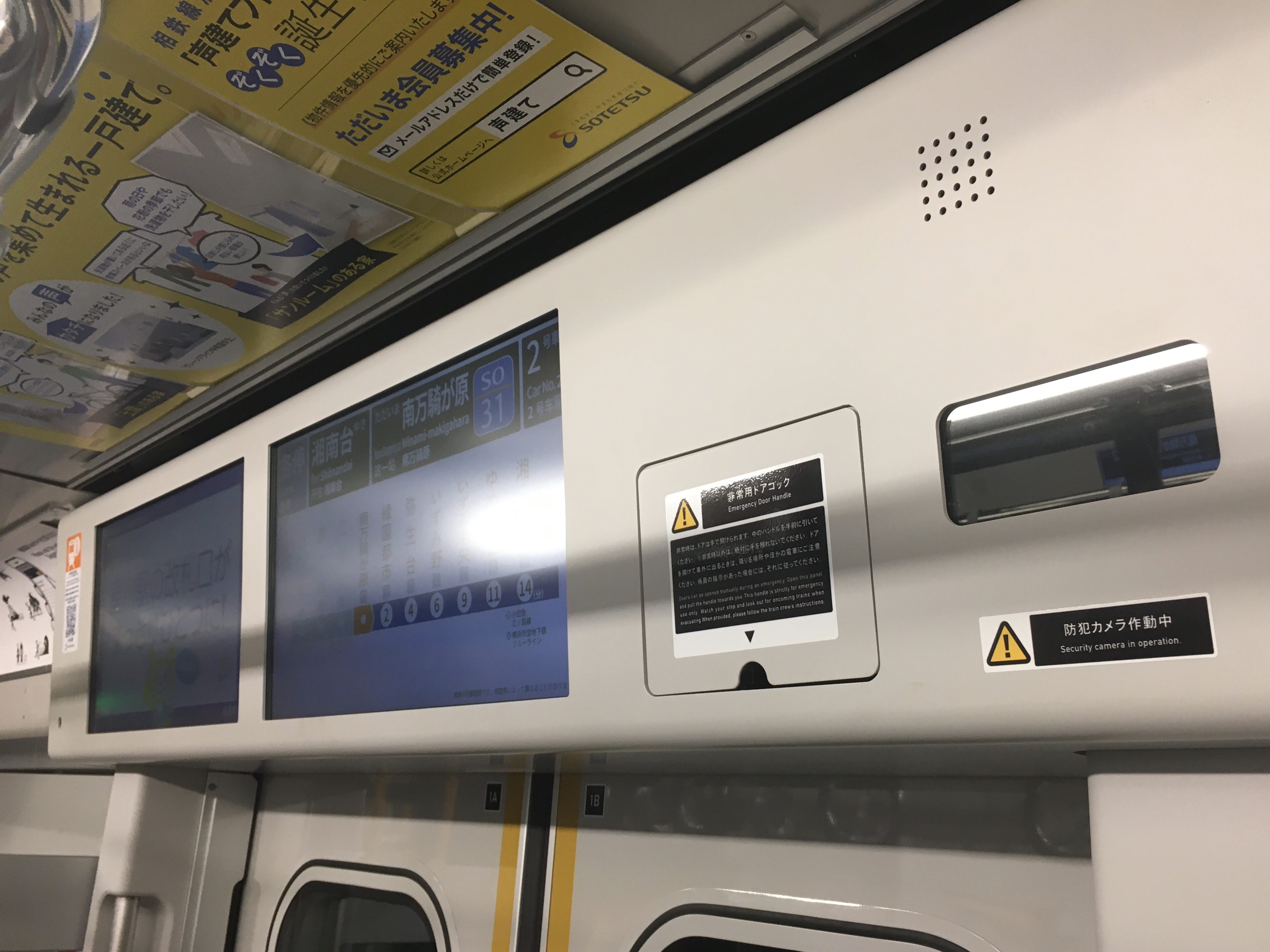
20102×10以降の鴨居部 （防犯カメラあり）
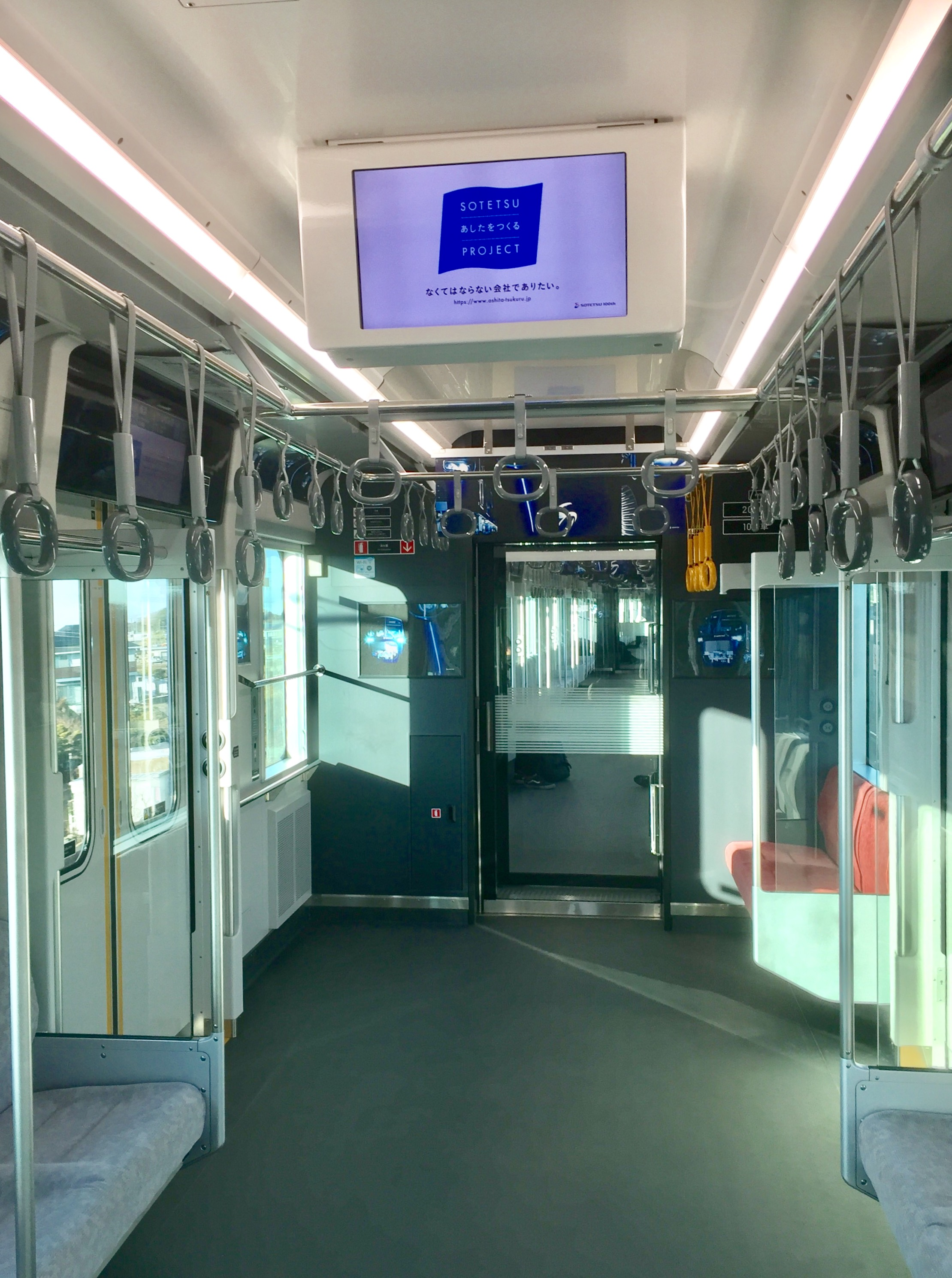
20101×10のみ設置の天井部LCD
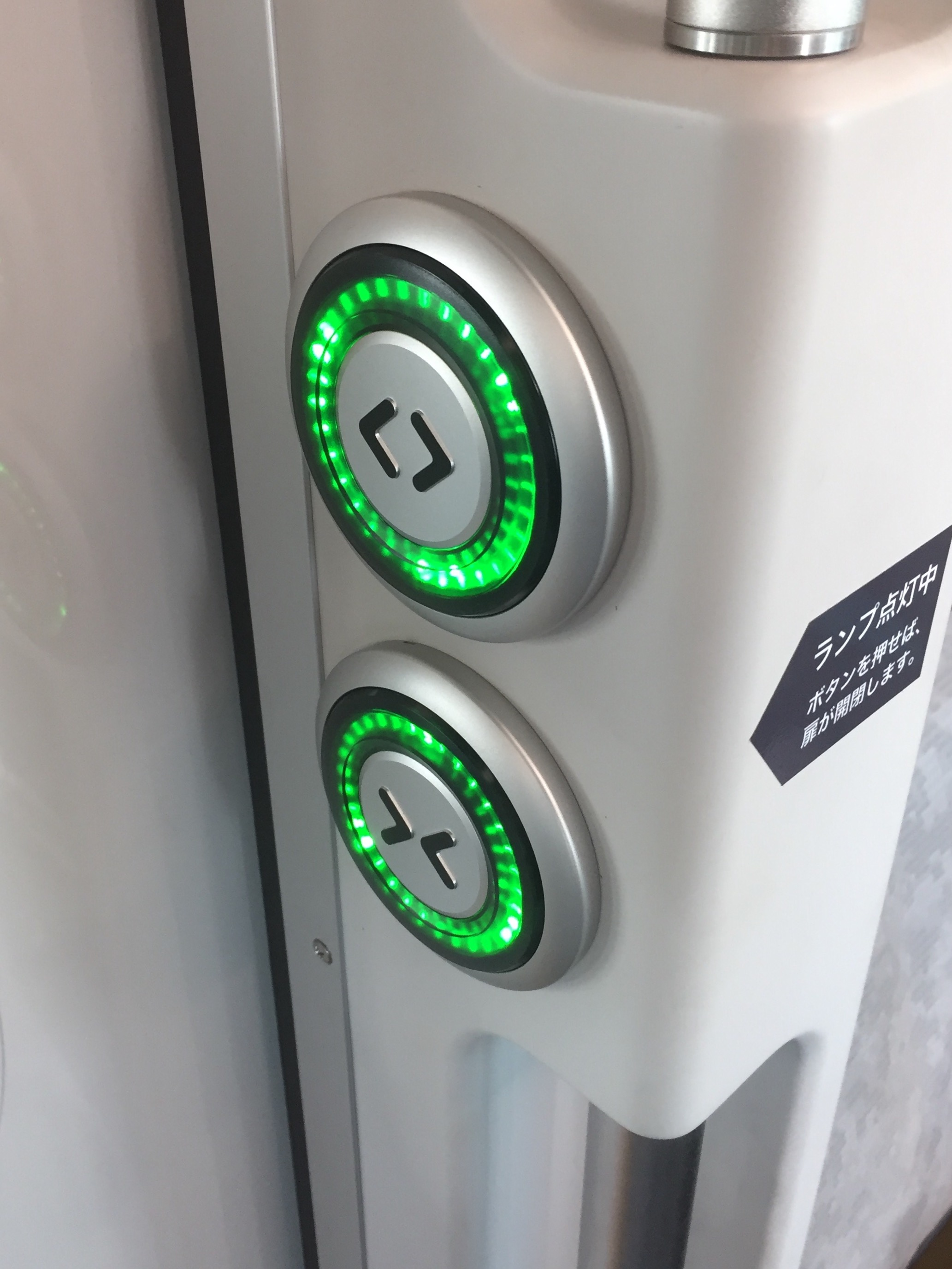
車内の半自動スイッチ
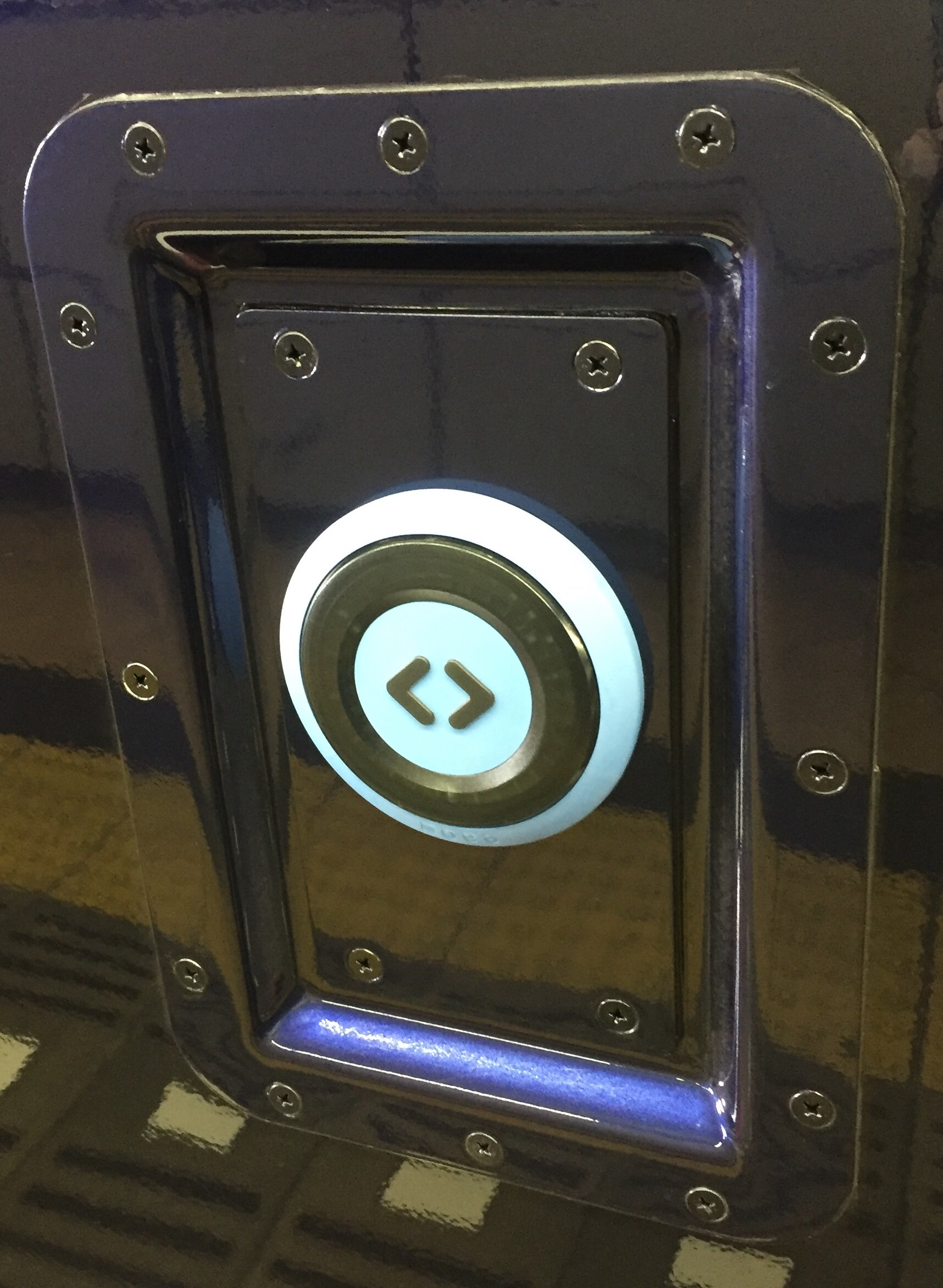
車外の半自動スイッチ （画像は20101×10[注 16]）
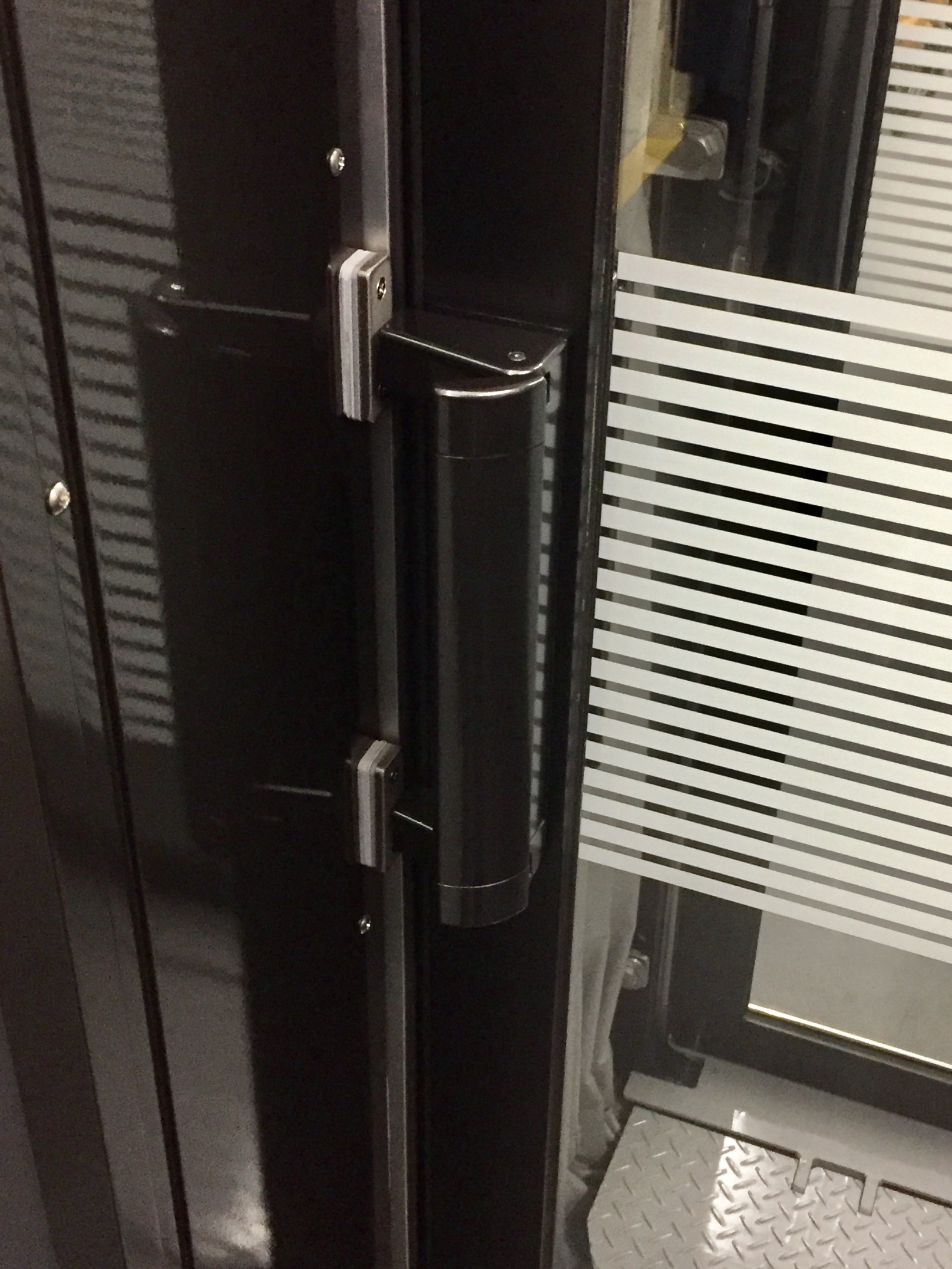
妻引戸のアシストレバー 画像の20101×10のみ黒色である
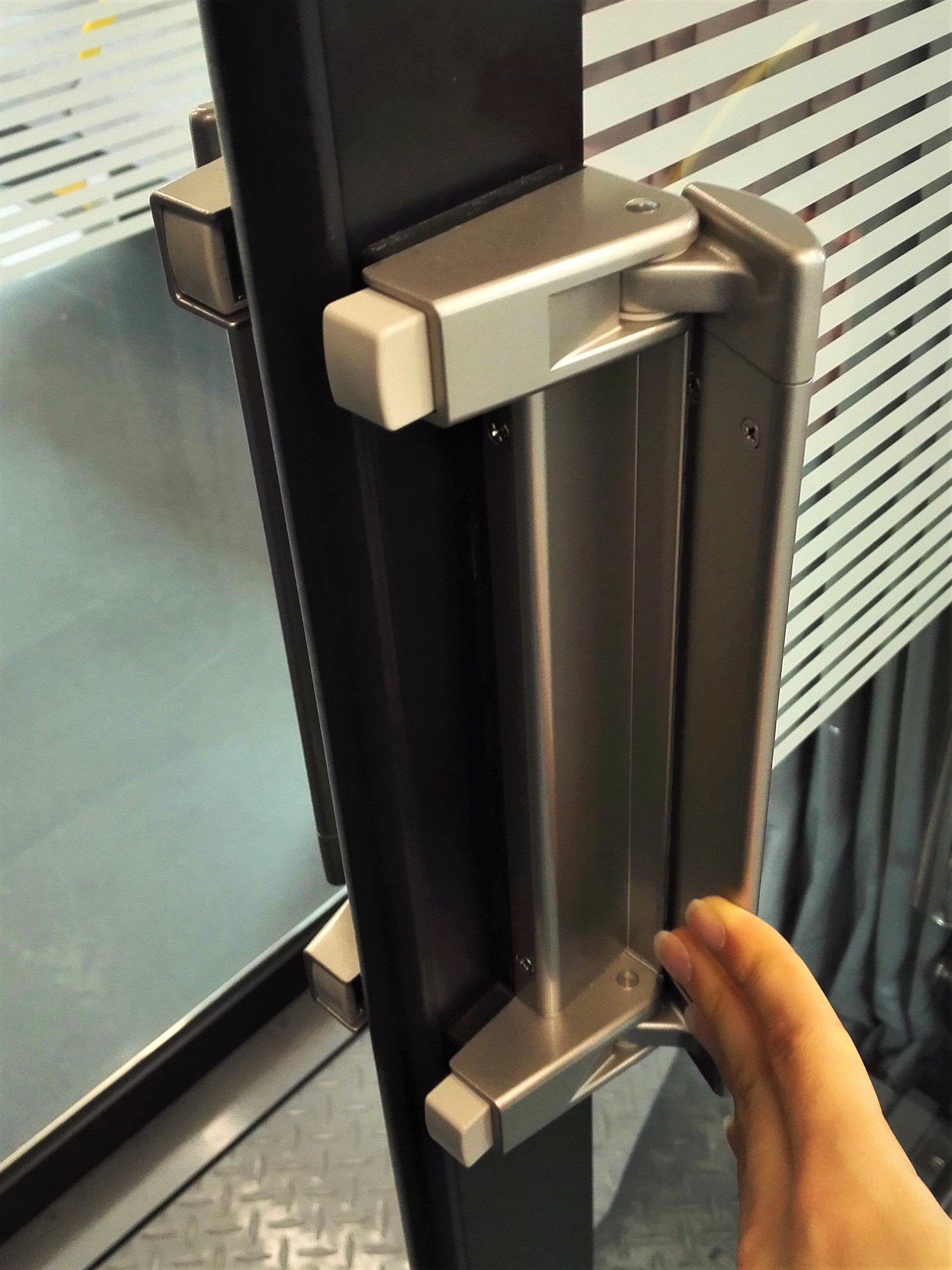
アシストレバーの別角度 20102×10以降は銀色となった

乗務員室
乗務員室は全室貫通構造としており、主幹制御器は相鉄としては初のデッドマン装置付きのT形ワンハンドルマスコンを採用、運転台周りのコンソールはL字形としている。運転台正面には2つの液晶画面表示器（画面故障時には相互でバックアップを可能にしている）が並んでおり、速度計、圧力計、表示灯などの計器類の表示の他、車両情報表示も行う。また直通関連の設備ものちの工事により追加され、ワンマンモニター、メトロ用列車無線が設置された。

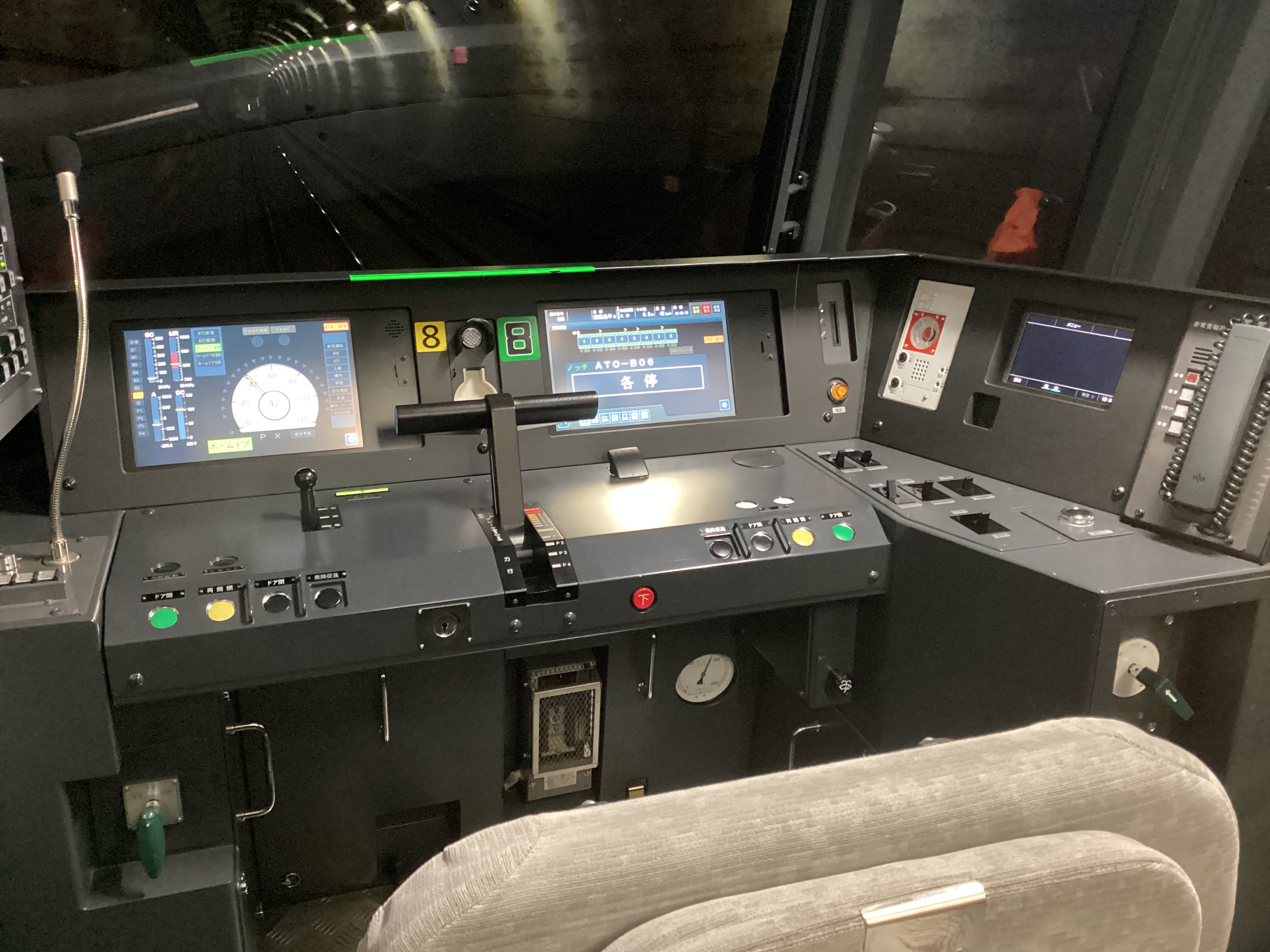
運転台

客室扉の開閉を行う車掌スイッチは従来車両ののキー操作式から「相互直通運転における目黒線・南北線・三田線・埼玉高速鉄道線・相鉄線との直通車両申し合わせ事項」に準拠した回転鎖錠式に変更された。

## 主要機器
車両情報制御装置には、今後の車両機能の高度化を視野に入れて日立で開発した「Synaptra」を新たに採用している。この装置においては伝送をイーサネットとし、ルーターを介して先頭車両の中央ユニットと各車両の端末ユニットのネットワークを組んでいる。制御装置やブレーキ装置などの主要装置との伝送はイーサネットとする一方、一部の装置との間ではRS485伝送、または接点情報のやり取りをインターフェースユニットを介して行う。また、室内灯の調光制御、各種表示装置や放送装置などのサービス機器の制御、保安装置の列車情報の設定なども行う。なお、運行情報を記録した運行情報用ICカードは既存車と共通の行路ICカードシステムとしている。
主制御器は日立製作所製、Si-IGBTとSiC-SBDを組合わせたハイブリッドSiCモジュールによる2レベルVVVFインバータ (VFI-HR1421G) となる。制御方式はベクトル制御としており、回生ブレーキ機能付きとした。編成替えを容易にするため、1つのインバータで4台の電動機を制御する1C4M方式とし、全ての電動車に搭載している（いわゆる単独M方式）。また、断流器を主制御器本体箱に内蔵し、コンパクトな構成とすることで小型軽量化と車両ぎ装の簡素化を実現したシンプルなシステムとしている。
制動装置は回生ブレーキ併用電気指令式空気ブレーキ方式を採用しており、停止直前まで回生ブレーキが作動する全電気ブレーキも搭載している。常用ブレーキは編成一括でブレーキ制御を行う編成ブレーキ制御としている。この他にも非常ブレーキ、保安ブレーキ、耐雪ブレーキを装備している。
台車は新日鐵住金→日本製鉄製で、相鉄初となるモノリンク式軸箱支持のボルスタレス台車を採用した。形式は電動台車がSS184M、付随台車がSS184T。牽引装置はZリンク式で、基礎ブレーキ装置は、電動台車が踏面片押し式のユニットブレーキ、付随台車が直動式踏面ブレーキとディスクブレーキの併用としている。異方性のあるダイヤフラム式の空気ばねと併せて曲線通過性能の向上を図っており、急曲線での車輪の軸重抜け対策に、軸ばねに非線形コイルばね、空気ばね用の差圧弁に応加重機能を設けた他、特性を改善した空気ばね用の自動高さ調整弁を採用している。また、制輪子（ブレーキパッド）はワンタッチで着脱できるものを使用している。
主電動機は出力190 kW の全閉型内扇冷却式かご形三相誘導電動機HS32536-04RB、駆動装置は相鉄オリジナル車両としては初となるTD継手式平行カルダン駆動が採用された。歯車比は97:16 (6.06) である。
集電装置は東洋電機製造製のシングルアームパンタグラフ (20000系はPT7103-G、21000系はPT7103-G2) をM1 - M5の海老名方に搭載する。電磁かぎ外し・ばね上昇・空気下降式で上昇検知装置を備えており、10000系や11000系に搭載しているPT7103-Eをベースに取付ピッチ等を変更したものである。すり板は相鉄標準のC/Cコンポジットカーボン系すり板M40Aをねじ止めとし、またブロイメットすり板も装着可能としている。
補助電源装置は東洋電機製造製で定格出力は60Hz三相交流440V・260kVA、IGBT素子を用いた3レベルSIV装置 (RG4084-A-M) を使用する。周辺機器を含めた補助電源装置全体の形式はSVH260-4084Aとなる。
T1・T3に搭載しそれぞれ編成半分への供給を基本に、故障の際には延長給電が可能な構成で、延長給電接触器がM3に搭載されている。
空気圧縮機はクノールブレムゼ製で吐出量1,300 L/minのオイルフリーレシプロ式を採用、Tc1・Tc2に各1台搭載する。20101×10はVV180-T-851、20102×10以降はVV180-Tで、それぞれ外観が大きく異なる。
冷房装置は58.1 kW (50,000 kcal/h) の屋上集中式 (HRB504-9) で、カレンダー機能（季節など）と乗車率の検知を基に冷房・暖房ともに年間を通しての全自動運転を基本としている。また、新たにパナソニック製空気清浄機「ナノイー」を内蔵している。
保安装置としてはATC/ATS/ATO統合形保安装置を搭載し、相鉄線用のATS-Pのほか、直通各者の保安装置にも対応している。

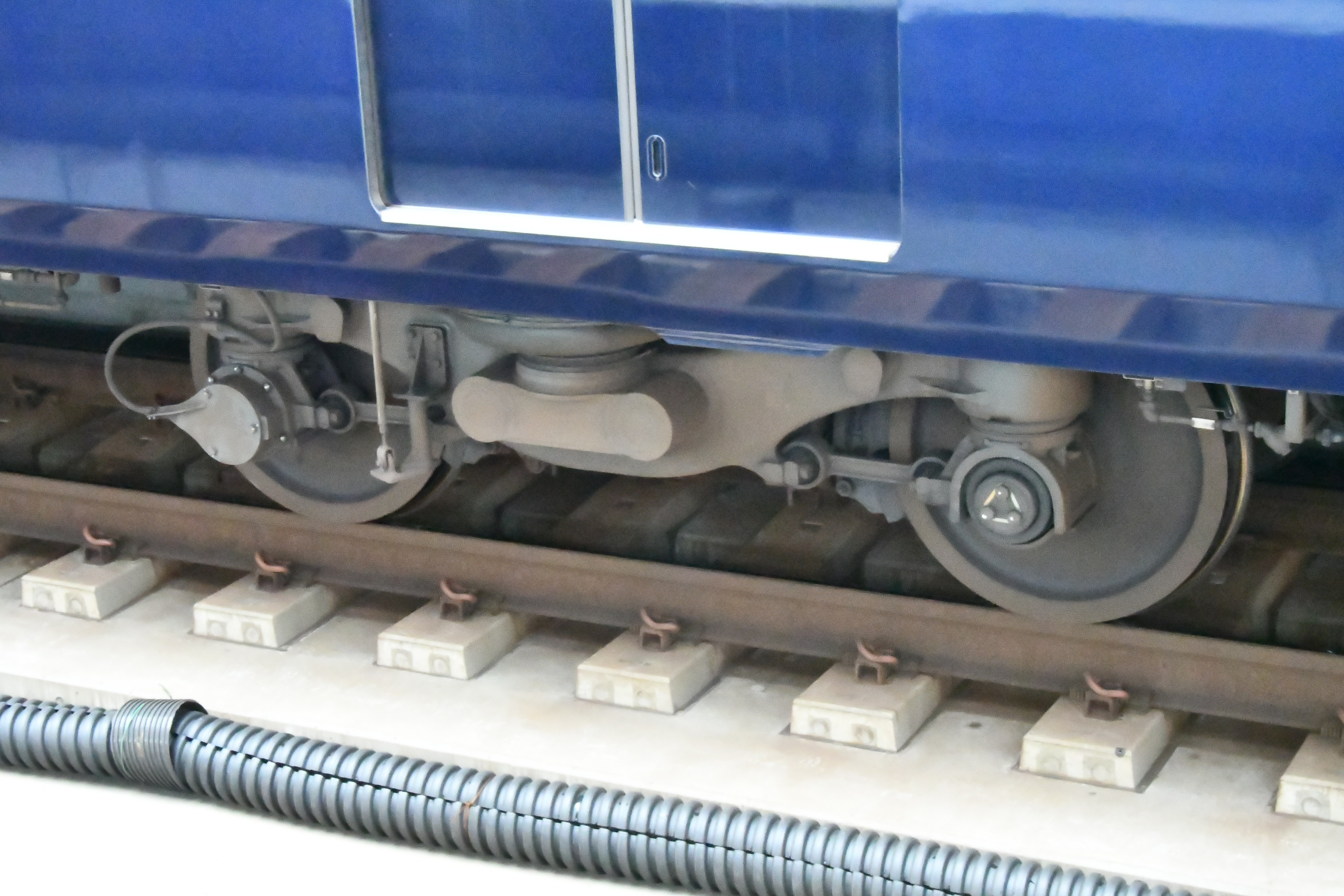
SS184M台車 （2019年9月4日）
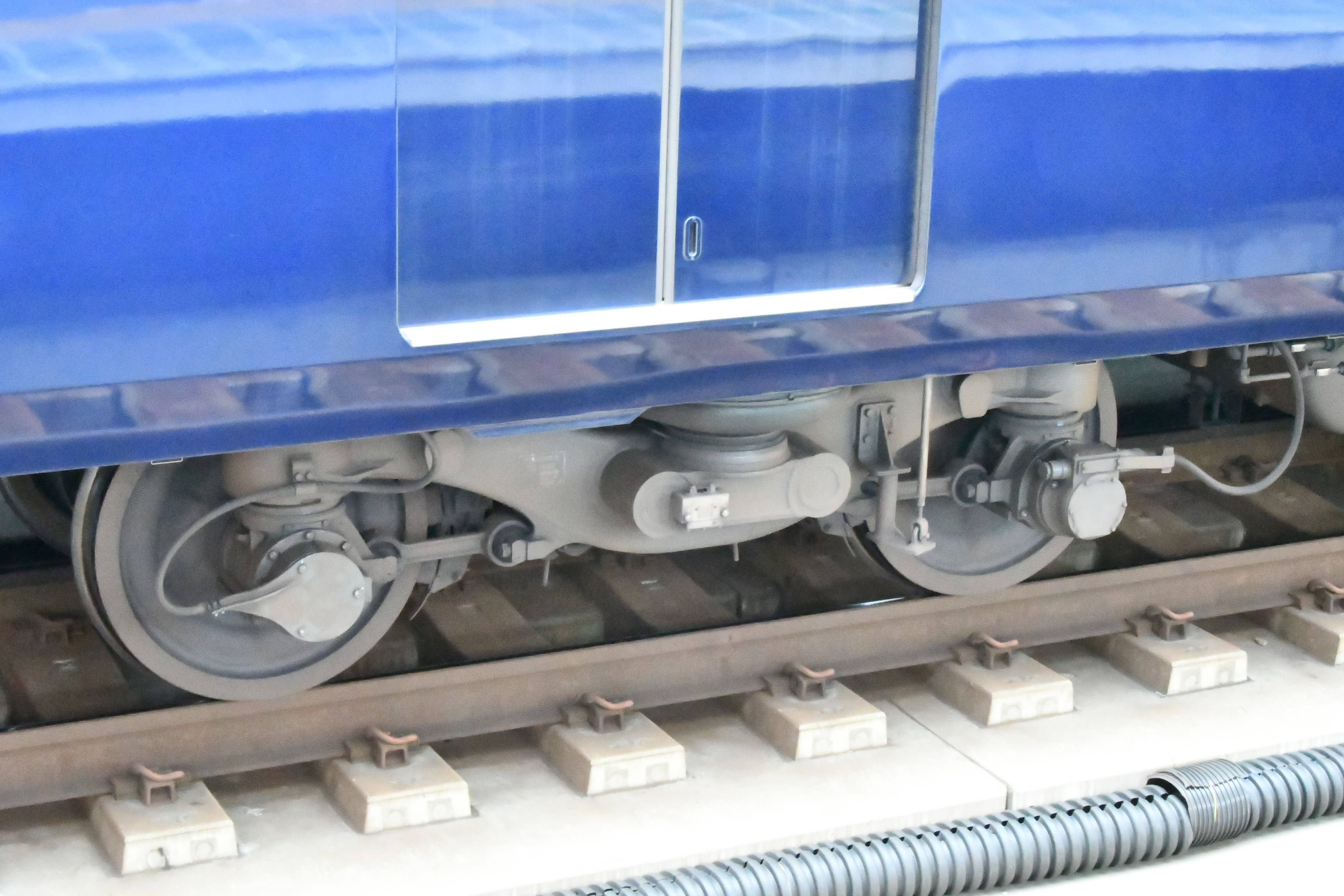
SS184T台車 （2019年9月4日）
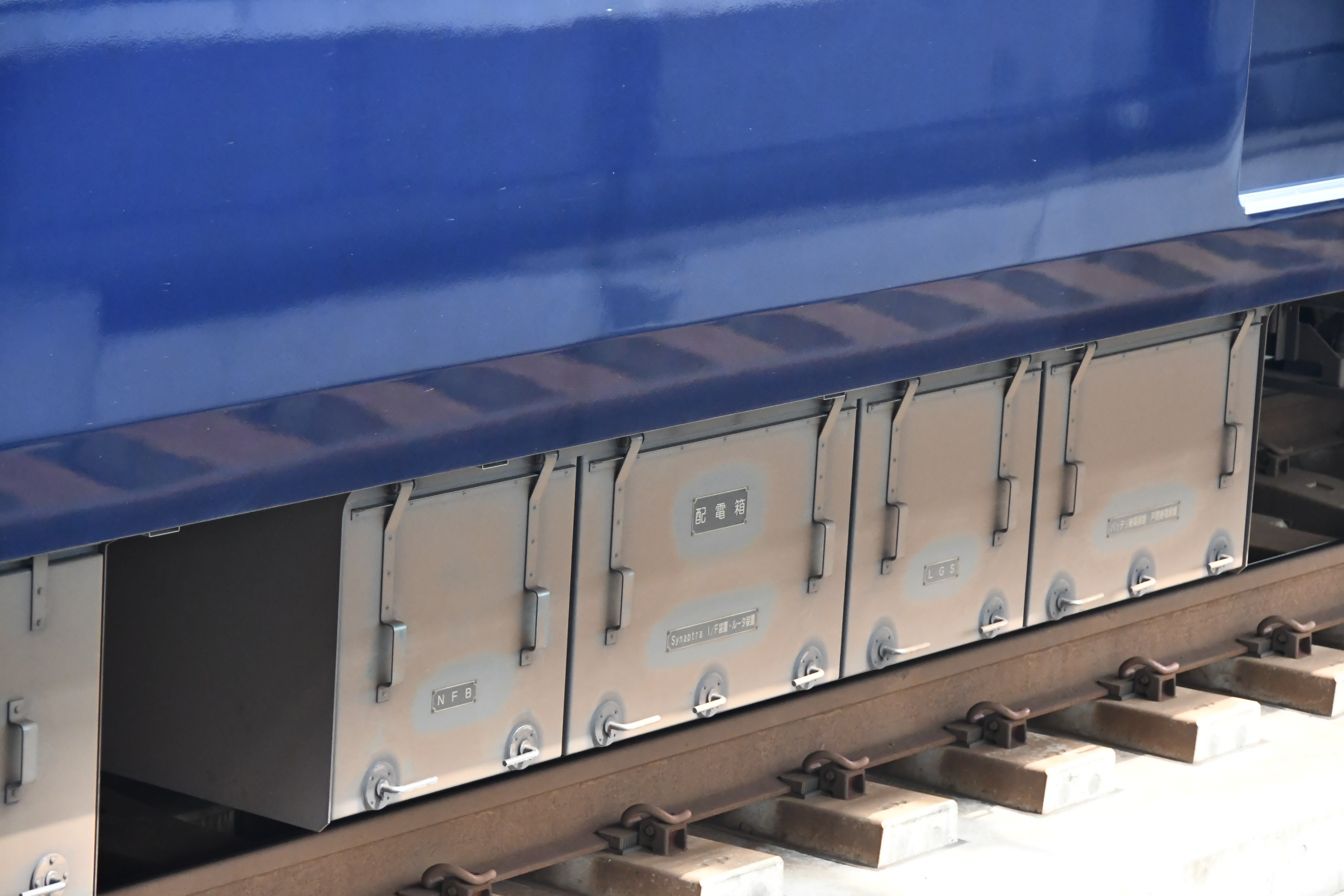
「Synaptra」も組み込まれた配電箱 （2019年9月4日）
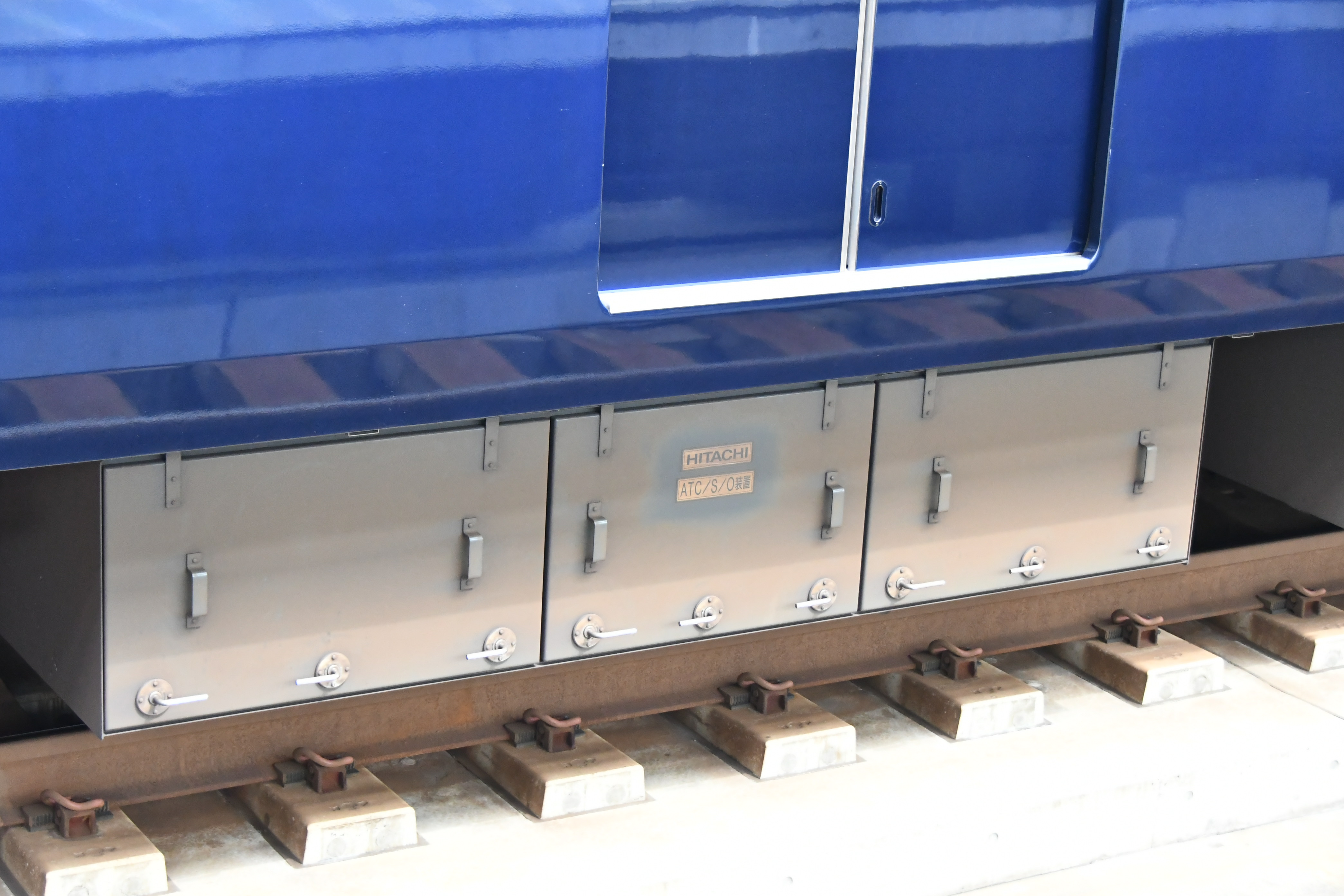
ATC/S/O装置 （2019年9月4日）
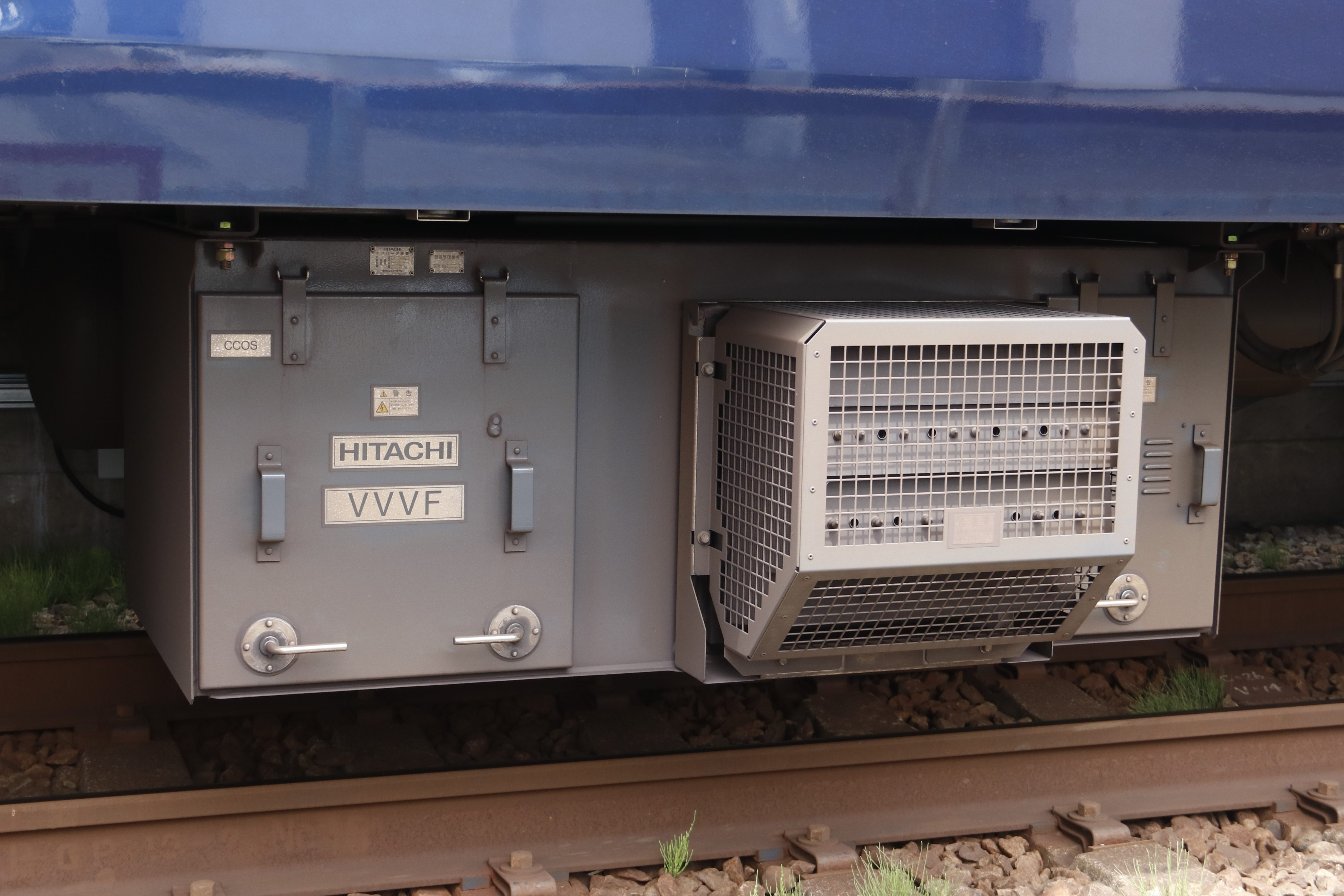
VFI-HR1421G VVVFインバータ装置 （2022年5月6日）
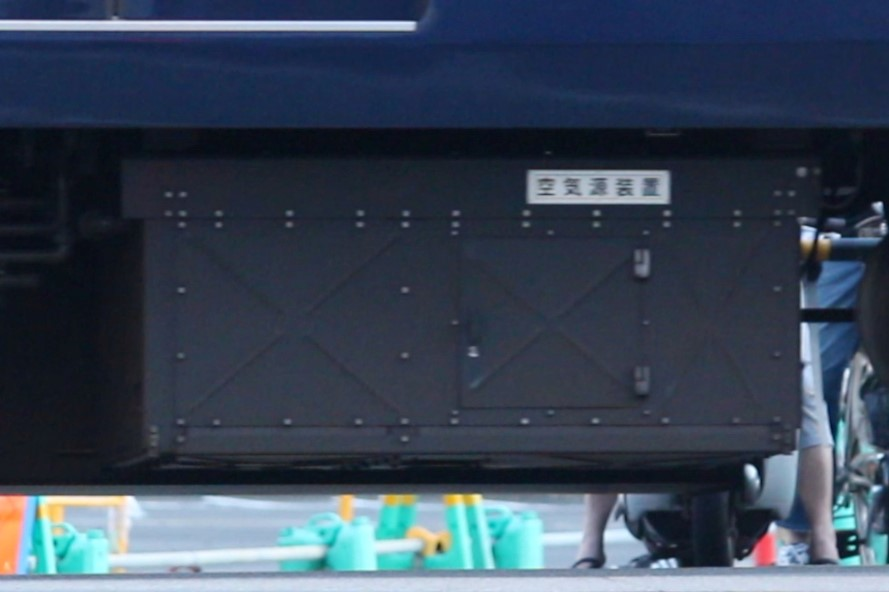
VV180-T-851 空気源装置 （2018年10月20日）
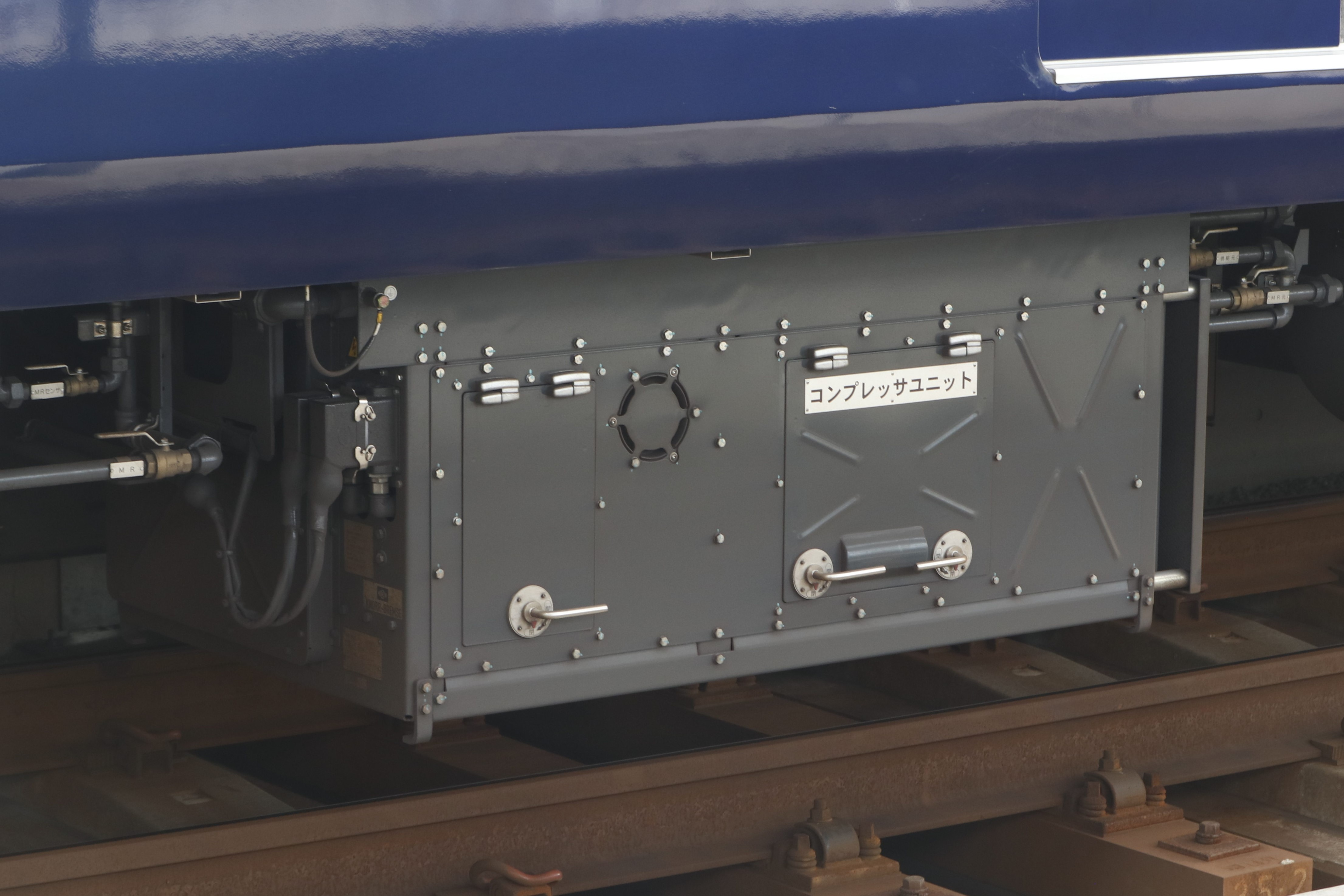
VV180-T コンプレッサユニット （2022年5月6日、21000系の画像）

## 導入後の変遷
直通運転対応改造（2021 - 2022年）
ワンマン運転用の機器や各種運転保安装置等が装備された。目立つ変化として、乗務員室内にITVの液晶画面とミリ波受信装置や列車無線の操作盤、また列車無線用の液晶画面が設置されたほか、前面の床下にMR栓が追加された。またこれに伴い駅名対照表も移設されている。
2021年11月の20107×10を皮切りに実施、続けて年度内に20106×10・20105×10・21101×8に施工。翌2022年9月の20101×10をもって既存全編成への施工が完了した。同年度以降の増備車は新造時より対応している。
案内表示・放送の内容
- 2019年11月半ばより車内案内表示器（SIS）における全種別表記の路線図が廃止された[注 21]。
- 2019年11月30日ダイヤ改正への対応[注 21]（通勤特急・通勤急行新設、相鉄新横浜線開業）
  - 改正に先立って通勤特急・通勤急行の種別と羽沢横浜国大の行先が追加された。
  - 改正後、相鉄新横浜線の案内が追加されたほか、自動放送（英語放送）に駅ナンバリングが追加された[注 22]。
- 直通運転への対応
  - 2022年秋頃[注 23]に実施。直通各線の種別・行先の追加や運番のアルファベット対応が行われ、運転台からの設定方法も変更された。これにより2桁以下の運番の表示位置が変更されたほか、駅名対照表が廃止されている。
- 2022年12月に運用を開始した21106×8では、側面の行先表示が次駅表示のあるものへ変更された。

車体
- 2022年度導入分（21105×8）より、前面窓のスモークが濃く変更された。
- 前面への識別ステッカー掲出（2022年）
  - 前面窓の左上に、編成が識別できる数字3桁のステッカーを貼付。また21000系ではこれに加えて乗客向けに[32]、右上に「8CARS」のステッカーも貼付した。8月から11月にかけて実施。
  - なおこれに先立ち6月には21102×8で試験的な貼付も行われていた。

車内設備
- 女性専用車位置の変更[注 21]
  - 2019年12月2日より従来の4号車から海老名方先頭車に変更[33]。あわせてステッカーも変更された。
  - 2023年3月18日の相鉄・東急直通線開業に伴い、東急東横線に直通する列車では1号車に変更される[34]ことから、20000系のみ1号車にもステッカーを貼付した。

## 運用
20000系は東急東横線直通用、21000系は東急目黒線直通用に製造されたため、2023年（令和5年）3月18日の相鉄・東急直通線開業以降はそれぞれの区間における運用を開始し、20000系は東京メトロ副都心線和光市駅まで、21000系は都営三田線西高島平駅及び埼玉高速鉄道線浦和美園駅まで乗り入れる。東急東横線直通の5運用（運行番号91G - 95G）は20000系、東急目黒線直通の7運用（運行番号31G - 43G、都営三田線と東京メトロ南北線の両方に乗り入れる関係で途中で運行番号を変更する場合あり）は21000系で運転され、予備となる20000系、21000系各2編成については相鉄線内運用に入る場合がある。
相鉄・東急直通線が開業する以前は20000系・21000系の両系列とも編成両数ごとに他系列と共通運用とされ、全ての種別に使用された。また、都合により両数が異なる運用や相鉄新横浜線（相鉄・JR直通線）の運用を代走することがあった。

### 20000系

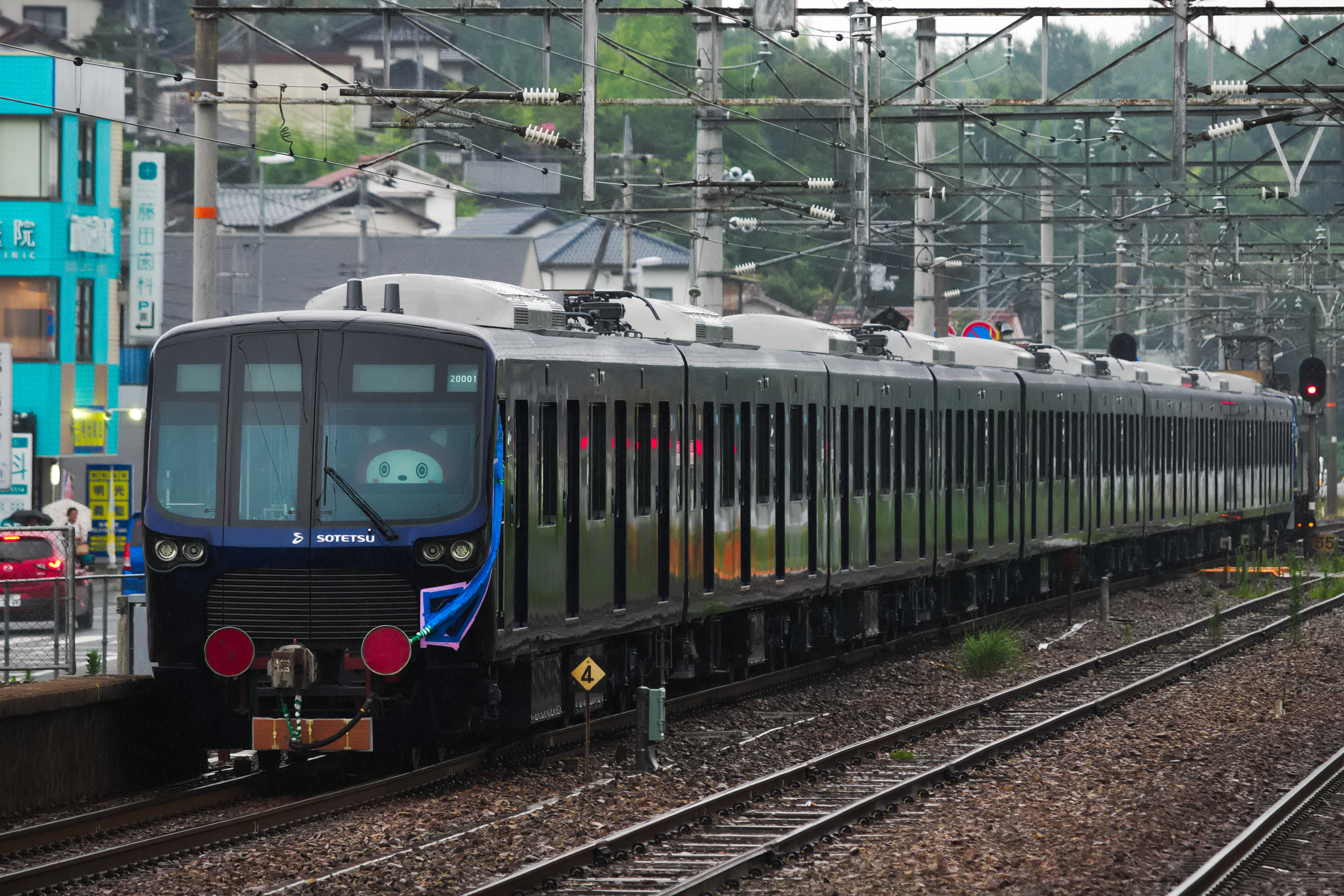
20101×10（第1編成）の甲種輸送
（2017年7月31日 西高屋駅）。運転席にそうにゃんのぬいぐるみが置かれている

2017年（平成29年）7月31日に20101×10（第1編成）が日立製作所笠戸事業所から相鉄に向けて甲種輸送され、8月4日に全車両がかしわ台車両センターに到着した。当初は相鉄グループが創立100周年を迎える同年12月の営業運転開始を予定していたが、その後2018年（平成30年）2月11日に延期となることが発表され、同日の横浜駅10時30分発の特急海老名行きより営業運転を開始した。
本系列は2020年度までに10両7編成計70両の導入が完了している。
車両トラブル・運用離脱
- 案内表示器のトラブルにより、営業運転初日の2018年2月11日は途中で運用を離脱。翌日は復帰したが、表示器の調整のため夕方より再度運用を離脱[42]。2月13日には調整が完了し通常運用に復帰している。
- また、当初は運用（運転時刻）が公式サイト上で公開されていた。しかし、営業運転開始から10日目の2月20日の朝に車両故障が発生し、以降は車両機器点検のため運用を離脱していた[43]が、2月28日に運行を再開した。その後も空調機器改修の都合で運転時刻の公開がとりやめ[44]、一時は運用を離脱していたが、3月8日には改修が完了し通常通り運転されている[45]。
- 2019年11月29日に上星川駅 - 西谷駅間で発生した踏切事故による遮断機の遮断桿との接触によりドア窓ガラスと周囲が損傷した[46]ため長期間運用を離脱したが、2020年4月20日には修理が完了し通常運用に復帰している。

### 21000系
2021年（令和3年）6月28日に21101×8（第1編成）が日立製作所笠戸事業所から相鉄に向けて甲種輸送され、7月2日に全車両がかしわ台車両センターに到着した。その後、同年9月6日に営業運転を開始した。2021年10月より第1編成は東急に貸し出されて各種試験を実施し、元住吉検車区や東急目黒線への入線試験を実施した後に、東京都交通局や東京地下鉄、埼玉高速鉄道に又貸しの形で三田線、南北線、埼玉スタジアム線にも入線試験を実施した。入線試験実施期間中、三田線では志村車両検修場に、南北線、埼玉スタジアム線では浦和美園車両基地に留置していた。なお、試験終了後の同年12月に、南北線 - 有楽町線 - 千代田線を経由し、綾瀬車両基地より相模鉄道へ返却されている。
本系列は最終的に9編成計72両を導入する計画となっており、2021年度に4編成が導入済、2022年度の設備投資計画では8両3編成計24両導入された。残り2編成は2023年度に導入され、これで所要車両数全数が出揃った。

## 編成表
車両番号5桁のうち、百位は横浜方から車種の区分なく1、2、3...と振られ、千位以上で系列を、百位で連結位置を、十位以下で編成番号を示す形となる。
20000系（10両編成）
東急東横線に直通する列車の場合は1号車、横浜駅行きの列車の場合は10号車が女性専用車となる。
|           |           | ← 横浜・新横浜（日吉・渋谷・和光市）西谷・海老名・湘南台・厚木（操） → | ← 横浜・新横浜（日吉・渋谷・和光市）西谷・海老名・湘南台・厚木（操） → | ← 横浜・新横浜（日吉・渋谷・和光市）西谷・海老名・湘南台・厚木（操） → | ← 横浜・新横浜（日吉・渋谷・和光市）西谷・海老名・湘南台・厚木（操） → | ← 横浜・新横浜（日吉・渋谷・和光市）西谷・海老名・湘南台・厚木（操） → | ← 横浜・新横浜（日吉・渋谷・和光市）西谷・海老名・湘南台・厚木（操） → | ← 横浜・新横浜（日吉・渋谷・和光市）西谷・海老名・湘南台・厚木（操） → | ← 横浜・新横浜（日吉・渋谷・和光市）西谷・海老名・湘南台・厚木（操） → | ← 横浜・新横浜（日吉・渋谷・和光市）西谷・海老名・湘南台・厚木（操） → | ← 横浜・新横浜（日吉・渋谷・和光市）西谷・海老名・湘南台・厚木（操） → | 導入年度 | 入籍日     |
| 号車      | 号車      | 1                                                                      | 2                                                                      | 3                                                                      | 4                                                                      | 5                                                                      | 6                                                                      | 7                                                                      | 8                                                                      | 9                                                                      | 10                                                                     | 導入年度 | 入籍日     |
| 形式      | 形式      | クハ20100 (Tc2)                                                        | ＞ モハ20200 (M1)                                                      | サハ20300 (T1)                                                         | ＞ モハ20400 (M2)                                                      | ＞ モハ20500 (M3)                                                      | サハ20600 (T2)                                                         | ＞ モハ20700 (M4)                                                      | サハ20800 (T3)                                                         | ＞ モハ20900 (M5)                                                      | クハ20000 (Tc1)                                                        | 導入年度 | 入籍日     |
| 搭載機器  | 搭載機器  | CP,BT                                                                  | VVVF                                                                   | SIV                                                                    | VVVF                                                                   | VVVF                                                                   |                                                                        | VVVF                                                                   | SIV                                                                    | VVVF                                                                   | CP,BT                                                                  | 導入年度 | 入籍日     |
| 車内設備  | 車内設備  | ♿︎ 女性専用車                                                          | ♿︎                                                                     | ♿︎                                                                     | ♿︎                                                                     | ♿︎                                                                     | ♿︎                                                                     | ♿︎                                                                     | ♿︎                                                                     | ♿︎ 弱冷房車                                                            | ♿︎ 女性専用車                                                          | 導入年度 | 入籍日     |
| 自重 (t)  | 自重 (t)  | 30.0                                                                   | 31.7                                                                   | 29.8                                                                   | 31.1                                                                   | 31.2                                                                   | 26.9                                                                   | 31.7                                                                   | 29.1                                                                   | 31.1                                                                   | 29.9                                                                   | 導入年度 | 入籍日     |
| 定員 (人) | 定員 (人) | 133                                                                    | 144                                                                    | 143                                                                    | 143                                                                    | 143                                                                    | 143                                                                    | 143                                                                    | 143                                                                    | 143                                                                    | 133                                                                    | 導入年度 | 入籍日     |
| 座席数    | 座席数    | 45                                                                     | 51                                                                     | 51                                                                     | 51                                                                     | 51                                                                     | 51                                                                     | 51                                                                     | 51                                                                     | 51                                                                     | 45                                                                     | 導入年度 | 入籍日     |
| 車両番号  | 20101×10  | 20101                                                                  | 20201                                                                  | 20301                                                                  | 20401                                                                  | 20501                                                                  | 20601                                                                  | 20701                                                                  | 20801                                                                  | 20901                                                                  | 20001                                                                  | 2017年度 | 2018.02.11 |
| 車両番号  | 20102×10  | 20102                                                                  | 20202                                                                  | 20302                                                                  | 20402                                                                  | 20502                                                                  | 20602                                                                  | 20702                                                                  | 20802                                                                  | 20902                                                                  | 20002                                                                  | 2020年度 | 2020.08.11 |
| 車両番号  | 20103×10  | 20103                                                                  | 20203                                                                  | 20303                                                                  | 20403                                                                  | 20503                                                                  | 20603                                                                  | 20703                                                                  | 20803                                                                  | 20903                                                                  | 20003                                                                  | 2020年度 | 2020.09.30 |
| 車両番号  | 20104×10  | 20104                                                                  | 20204                                                                  | 20304                                                                  | 20404                                                                  | 20504                                                                  | 20604                                                                  | 20704                                                                  | 20804                                                                  | 20904                                                                  | 20004                                                                  | 2020年度 | 2020.10.12 |
| 車両番号  | 20105×10  | 20105                                                                  | 20205                                                                  | 20305                                                                  | 20405                                                                  | 20505                                                                  | 20605                                                                  | 20705                                                                  | 20805                                                                  | 20905                                                                  | 20005                                                                  | 2020年度 | 2020.11.17 |
| 車両番号  | 20106×10  | 20106                                                                  | 20206                                                                  | 20306                                                                  | 20406                                                                  | 20506                                                                  | 20606                                                                  | 20706                                                                  | 20806                                                                  | 20906                                                                  | 20006                                                                  | 2020年度 | 2020.12.16 |
| 車両番号  | 20107×10  | 20107                                                                  | 20207                                                                  | 20307                                                                  | 20407                                                                  | 20507                                                                  | 20607                                                                  | 20707                                                                  | 20807                                                                  | 20907                                                                  | 20007                                                                  | 2020年度 | 2021.01.13 |

- 車内設備配置（20000系1次車）

| 1号車  | 1号車      | 1号車      | 1号車      | 1号車      | 2号車 | 2号車 | 2号車 | 2号車 | 2号車 | 3 - 8号車 | 3 - 8号車 | 3 - 8号車 | 3 - 8号車 | 3 - 8号車 | 9号車    | 9号車    | 9号車    | 9号車    | 9号車    | 10号車     | 10号車     | 10号車     | 10号車     | 10号車 |
| ------ | ---------- | ---------- | ---------- | ---------- | ----- | ----- | ----- | ----- | ----- | --------- | --------- | --------- | --------- | --------- | -------- | -------- | -------- | -------- | -------- | ---------- | ---------- | ---------- | ---------- | ------ |
| 運転台 |            |            |            | 優         | 優    |       |       |       | ♿︎    | 優        |           |           |           | 優        | 優       |          |          |          | 優       | 優         |            |            |            | 運転台 |
| 運転台 | 女性専用車 | 女性専用車 | 女性専用車 | 女性専用車 |       |       |       |       |       |           |           |           |           |           | 弱冷房車 | 弱冷房車 | 弱冷房車 | 弱冷房車 | 弱冷房車 | 女性専用車 | 女性専用車 | 女性専用車 | 女性専用車 | 運転台 |
| 運転台 |            |            |            | ♿︎         | 優    |       |       |       | 優    | ♿︎        |           |           |           | 優        | ♿︎       |          |          |          | 優       | ♿︎         |            |            |            | 運転台 |

- 車内設備配置（20000系2次車）

| 1号車  | 1号車      | 1号車      | 1号車      | 1号車      | 2 - 8号車 | 2 - 8号車 | 2 - 8号車 | 2 - 8号車 | 2 - 8号車 | 9号車    | 9号車    | 9号車    | 9号車    | 9号車    | 10号車     | 10号車     | 10号車     | 10号車     | 10号車 |
| ------ | ---------- | ---------- | ---------- | ---------- | --------- | --------- | --------- | --------- | --------- | -------- | -------- | -------- | -------- | -------- | ---------- | ---------- | ---------- | ---------- | ------ |
| 運転台 |            |            |            | ♿︎         | 優        |           |           |           | UD        | 優       |          |          |          | UD       | 優         |            |            |            | 運転台 |
| 運転台 | 女性専用車 | 女性専用車 | 女性専用車 | 女性専用車 |           |           |           |           |           | 弱冷房車 | 弱冷房車 | 弱冷房車 | 弱冷房車 | 弱冷房車 | 女性専用車 | 女性専用車 | 女性専用車 | 女性専用車 | 運転台 |
| 運転台 |            |            |            | 優         | ♿︎        |           |           |           | 優        | ♿︎       |          |          |          | 優       | ♿︎         |            |            |            | 運転台 |

21000系（8両編成）
8号車の女性専用車は相鉄線内、横浜駅行きの列車に限り設定される。
|           |           | ← 横浜・新横浜（日吉・目黒・西高島平・赤羽岩淵・浦和美園）西谷・海老名・湘南台・厚木（操） → | ← 横浜・新横浜（日吉・目黒・西高島平・赤羽岩淵・浦和美園）西谷・海老名・湘南台・厚木（操） → | ← 横浜・新横浜（日吉・目黒・西高島平・赤羽岩淵・浦和美園）西谷・海老名・湘南台・厚木（操） → | ← 横浜・新横浜（日吉・目黒・西高島平・赤羽岩淵・浦和美園）西谷・海老名・湘南台・厚木（操） → | ← 横浜・新横浜（日吉・目黒・西高島平・赤羽岩淵・浦和美園）西谷・海老名・湘南台・厚木（操） → | ← 横浜・新横浜（日吉・目黒・西高島平・赤羽岩淵・浦和美園）西谷・海老名・湘南台・厚木（操） → | ← 横浜・新横浜（日吉・目黒・西高島平・赤羽岩淵・浦和美園）西谷・海老名・湘南台・厚木（操） → | ← 横浜・新横浜（日吉・目黒・西高島平・赤羽岩淵・浦和美園）西谷・海老名・湘南台・厚木（操） → | 導入年度 | 入籍日 （営業運転開始日） |
| 号車      | 号車      | 1                                                                                            | 2                                                                                            | 3                                                                                            | 4                                                                                            | 5                                                                                            | 6                                                                                            | 7                                                                                            | 8                                                                                            | 導入年度 | 入籍日 （営業運転開始日） |
| 形式      | 形式      | クハ21100 (Tc2)                                                                              | ＞ モハ21200 (M1)                                                                            | サハ21300 (T1)                                                                               | ＞ モハ21400 (M3)                                                                            | ＞ モハ21500 (M4)                                                                            | サハ21600 (T3)                                                                               | ＞ モハ21700 (M5)                                                                            | クハ21800 (Tc1)                                                                              | 導入年度 | 入籍日 （営業運転開始日） |
| 搭載機器  | 搭載機器  | CP,BT                                                                                        | VVVF                                                                                         | SIV                                                                                          | VVVF                                                                                         | VVVF                                                                                         | SIV                                                                                          | VVVF                                                                                         | CP,BT                                                                                        | 導入年度 | 入籍日 （営業運転開始日） |
| 車内設備  | 車内設備  | ♿︎                                                                                           | ♿︎                                                                                           | ♿︎                                                                                           | ♿︎                                                                                           | ♿︎                                                                                           | ♿︎                                                                                           | ♿︎ 弱冷房車                                                                                  | ♿︎ 女性専用車                                                                                | 導入年度 | 入籍日 （営業運転開始日） |
| 自重 (t)  | 自重 (t)  | 30.7                                                                                         | 31.5                                                                                         | 30.1                                                                                         | 31.6                                                                                         | 31.7                                                                                         | 30.2                                                                                         | 31.4                                                                                         | 30.6                                                                                         | 導入年度 | 入籍日 （営業運転開始日） |
| 定員 (人) | 定員 (人) | 133                                                                                          | 143                                                                                          | 143                                                                                          | 143                                                                                          | 143                                                                                          | 143                                                                                          | 143                                                                                          | 133                                                                                          | 導入年度 | 入籍日 （営業運転開始日） |
| 座席数    | 座席数    | 45                                                                                           | 51                                                                                           | 51                                                                                           | 51                                                                                           | 51                                                                                           | 51                                                                                           | 51                                                                                           | 45                                                                                           | 導入年度 | 入籍日 （営業運転開始日） |
| 車両番号  | 21101×8   | 21101                                                                                        | 21201                                                                                        | 21301                                                                                        | 21401                                                                                        | 21501                                                                                        | 21601                                                                                        | 21701                                                                                        | 21801                                                                                        | 2021年度 | 2022.03.09                |
| 車両番号  | 21102×8   | 21102                                                                                        | 21202                                                                                        | 21302                                                                                        | 21402                                                                                        | 21502                                                                                        | 21602                                                                                        | 21702                                                                                        | 21802                                                                                        | 2021年度 | 2021.09.01                |
| 車両番号  | 21103×8   | 21103                                                                                        | 21203                                                                                        | 21303                                                                                        | 21403                                                                                        | 21503                                                                                        | 21603                                                                                        | 21703                                                                                        | 21803                                                                                        | 2021年度 | 2021.10.01                |
| 車両番号  | 21104×8   | 21104                                                                                        | 21204                                                                                        | 21304                                                                                        | 21404                                                                                        | 21504                                                                                        | 21604                                                                                        | 21704                                                                                        | 21804                                                                                        | 2021年度 | 2021.12.01                |
| 車両番号  | 21105×8   | 21105                                                                                        | 21205                                                                                        | 21305                                                                                        | 21405                                                                                        | 21505                                                                                        | 21605                                                                                        | 21705                                                                                        | 21805                                                                                        | 2022年度 | (2022.11.02)              |
| 車両番号  | 21106×8   | 21106                                                                                        | 21206                                                                                        | 21306                                                                                        | 21406                                                                                        | 21506                                                                                        | 21606                                                                                        | 21706                                                                                        | 21806                                                                                        | 2022年度 | (2022.12.04)              |
| 車両番号  | 21107×8   | 21107                                                                                        | 21207                                                                                        | 21307                                                                                        | 21407                                                                                        | 21507                                                                                        | 21607                                                                                        | 21707                                                                                        | 21807                                                                                        | 2022年度 | (2023.01.11)              |
| 車両番号  | 21108×8   | 21108                                                                                        | 21208                                                                                        | 21308                                                                                        | 21408                                                                                        | 21508                                                                                        | 21608                                                                                        | 21708                                                                                        | 21808                                                                                        | 2023年度 | (2023.04.14)              |
| 車両番号  | 21109×8   | 21109                                                                                        | 21209                                                                                        | 21309                                                                                        | 21409                                                                                        | 21509                                                                                        | 21609                                                                                        | 21709                                                                                        | 21809                                                                                        | 2023年度 | (2023.05.17)              |

- 車内設備配置（21000系）

| 1号車  | 1号車 | 1号車 | 1号車 | 1号車 | 2号車 | 2号車 | 2号車 | 2号車 | 2号車 | 3 - 6号車 | 3 - 6号車 | 3 - 6号車 | 3 - 6号車 | 3 - 6号車 | 7号車    | 7号車    | 7号車    | 7号車    | 7号車    | 8号車      | 8号車      | 8号車      | 8号車      | 8号車  |
| ------ | ----- | ----- | ----- | ----- | ----- | ----- | ----- | ----- | ----- | --------- | --------- | --------- | --------- | --------- | -------- | -------- | -------- | -------- | -------- | ---------- | ---------- | ---------- | ---------- | ------ |
| 運転台 |       |       |       | ♿︎    | 優    |       |       |       | ♿︎    | 優        |           |           |           | UD        | 優       |          |          |          | UD       | 優         |            |            |            | 運転台 |
| 運転台 |       |       |       |       |       |       |       |       |       |           |           |           |           |           | 弱冷房車 | 弱冷房車 | 弱冷房車 | 弱冷房車 | 弱冷房車 | 女性専用車 | 女性専用車 | 女性専用車 | 女性専用車 | 運転台 |
| 運転台 |       |       |       | 優    | 優    |       |       |       | 優    | ♿︎        |           |           |           | 優        | ♿︎       |          |          |          | 優       | ♿︎         |            |            |            | 運転台 |

凡例
- VVVF：主制御器（VVVFインバータ）
- SIV：補助電源装置（静止形インバータ）
- CP：電動空気圧縮機
- BT：蓄電池
- ＞：集電装置（シングルアームパンタグラフ）
- ♿︎：車椅子・ベビーカースペース（フリースペース）
- 優：優先席
- 優：優先席（ユニバーサルデザインシート）
- UD：ユニバーサルデザインシート